# Liste der Baudenkmale in Schwerin
In der Liste der Baudenkmale in Schwerin sind alle Baudenkmale der Stadt Schwerin und ihrer Ortsteile aufgelistet, die vom Landesamt für Kultur und Denkmalpflege Mecklenburg-Vorpommern erfasst wurden. Die in der Liste enthaltenen Denkmale sind auf dem Stand von 15. Februar 2019.

## Allgemein
Das Gebiet von Schwerin ist schon seit etwa 1000 v. Chr. besiedelt.

## Denkmalbereiche
|  | Lage | Bezeichnung | Beschreibung | Bild |
|  | ---- | --- | ------------ | ---- |
|  |      | Westliche Paulsstadt |              |      |
|  |      | Schelfstadt |              |      |
|  |      | Altstadt |              |      |
|  |      | Ostorfer Hals |              |      |
|  |      | Südliche Feldstadt |              |      |
|  |      | Jägerweg/Burgseestraße |              |      |
|  |      | Lutherstraße |              |      |
|  |      | Denkmalschutzgebiet August-Bebel-Straße / Alexandrinenstraße (früher Karl-Marx-Straße)/Arsenalstraße (früher Wilhelm-Pieck-Straße) Umbauung des Pfaffenteiches mit Promenaden und der Paulskirche |              |      |

## Baudenkmale
| ID | Lage                                          | Bezeichnung | Beschreibung | Bild |
| -- | --------------------------------------------- | --- | --- | --- |
|    | 1. Enge Straße 8 (Karte)                      | Gaststätte (Weinhaus Uhle), rückwärtiges Haus | Bau von 1905, verbunden mit Eckhaus Schusterstraße 13 | Gaststätte (Weinhaus Uhle), rückwärtiges Haus |
|    | Alexandrinenstraße 1 (Karte)                  | ehem. Arsenal und ehem. Militärhospital (Garnisonslazarett) (heute Ministerium) | Klassizistischer Bau von 1840/44, Architekt: Adolf Demmler Gebäudekomplex, zugehörig ehem. Militärhospital: Wismarsche Straße 133 (siehe dort) | Weitere Bilder |
|    | Alexandrinenstraße 2 (Karte)                  | ehem. Wohnhaus | | Weitere Bilder |
|    | Alexandrinenstraße 3 (Karte)                  | Wohnhaus | | Weitere Bilder |
|    | Alexandrinenstraße 4 (Karte)                  | Wohnhaus | | Wohnhaus |
|    | Alexandrinenstraße 5 (Karte)                  | Wohnhaus | | Wohnhaus |
|    | Alexandrinenstraße 6 (Karte)                  | Wohnhaus | | Wohnhaus |
|    | Alexandrinenstraße 7 (Karte)                  | Wohnhaus | | Wohnhaus |
|    | Alexandrinenstraße 8 (Karte)                  | Wohnhaus | | Wohnhaus |
|    | Alexandrinenstraße 9 (Karte)                  | Wohnhaus | | Wohnhaus |
|    | Alexandrinenstraße 10 (Karte)                 | Wohnhaus | | Wohnhaus |
|    | Alexandrinenstraße 11 (Karte)                 | Wohnhaus | | Wohnhaus |
|    | Alexandrinenstraße 12/13 (Karte)              | Hotel | Neoklassizistischer Bau, seit 1921 Hotel Niederländischer Hof | Weitere Bilder |
|    | Alexandrinenstraße 14 (Karte)                 | Wohn- und Geschäftshaus | Eckhaus, verbunden mit Zum Bahnhof 2 | Wohn- und Geschäftshaus |
|    | Alexandrinenstraße 15 (Karte)                 | ehem. Wohnhaus (heute Verwaltungsgebäude) | | ehem. Wohnhaus (heute Verwaltungsgebäude) |
|    | Alexandrinenstraße 16 (Karte)                 | Wohnhaus | | Wohnhaus |
|    | Alexandrinenstraße 17 (Karte)                 | Wohnhaus | | Wohnhaus |
|    | Alexandrinenstraße 18 (Karte)                 | Wohnhaus (Verwaltungsgebäude) mit Hofgebäude | | |
|    | Alexandrinenstraße 19/20/21 (Karte)           | ehem. Amtshaus (heute Verwaltungsgebäude) | Großherzogliches Amtshaus von 1845, Architekt Ludwig Bartning, heute berufliche Schule des Diakonie und ev. Fachschule für Sozialpädagogik | Weitere Bilder |
|    | Alexandrinenstraße 22 (Karte)                 | Wohnhaus | | Wohnhaus |
|    | Alexandrinenstraße 23 (Karte)                 | Wohnhaus mit Hofgebäude | Klassizistischer Bau von um 1850 | Wohnhaus mit Hofgebäude |
|    | Alexandrinenstraße 24 (Karte)                 | Wohnhaus | | Wohnhaus |
|    | Alexandrinenstraße 25 (Karte)                 | Wohnhaus mit Seitenflügel, ehem. Hühnerhaus und historischer Hofpflasterung | | Wohnhaus mit Seitenflügel, ehem. Hühnerhaus und historischer Hofpflasterung |
|    | Alexandrinenstraße 26/27 (Karte)              | ehem. Verwaltungsgebäude | | Weitere Bilder |
|    | Alexandrinenstraße 28 (Karte)                 | Wohnhaus | | Weitere Bilder |
|    | Alexandrinenstraße 29 (Karte)                 | Wohnhaus | | Weitere Bilder |
|    | Alexandrinenstraße 31 (Karte)                 | Wohnhaus | | Weitere Bilder |
|    | Alexandrinenstraße 32 (Karte)                 | ehem. Wohnhaus | | Weitere Bilder |
|    | Alexandrinenstraße 33 (Karte)                 | Wohnhaus | | Weitere Bilder |
|    | Alter Garten (Karte)                          | Platzanlage | Grenzen: Kollegiengebäude – Altes Palais – Theater – Museum – Kaimauer Schweriner See – Burgsee; mit Siegessäule, doppelreihiger Lindenpflanzung, Straßen- und Wegeführung | Weitere Bilder |
|    | Alter Garten 2 (Karte)                        | Theater mit beweglicher historischer Ausstattung | Bau von 1886 im Stil der Neorenaissance, Architekt Georg Daniel | Weitere Bilder |
|    | Alter Garten 3 (Karte)                        | Museumsgebäude mit oberer Treppenanlage, Rampe, Pflasterzufahrten, historischen Gehölz- und Baumstandorten, Hofbereich und Einfriedung (Mauer und Tore)                                                                                           | Bau des Historismus von 1882, Architekt: Hermann Willebrand | Weitere Bilder |
|    | Am Dom 1 (Karte)                              | Predigerhaus | verbunden mit Eckgebäude Bischofstraße 6 | Weitere Bilder |
|    | Am Dom 4 (Karte)                              | Küsterhaus | | Weitere Bilder |
|    | Am Güstrower Tor 13 (Karte)                   | Wohnhaus | | |
|    | Am Krebsbach 1 (Karte)                        | Waldfriedhof (siehe Abschnitt Friedhöfe) | | |
|    | Am Kreuzweg 9 (Karte)                         | Wohnhaus | | Wohnhaus |
|    | Am Markt 1 (Karte)                            | Neues Gebäude (Säulengebäude) | | Weitere Bilder |
|    | Am Markt 3 (Karte)                            | Wohn- und Geschäftshaus | | Wohn- und Geschäftshaus |
|    | Am Markt 7 (Karte)                            | Wohn- und Geschäftshaus | | Wohn- und Geschäftshaus |
|    | Am Markt 13 (Karte)                           | Sitzbänke mit Löwenmotiven | | Sitzbänke mit Löwenmotiven |
|    | Am Markt 14 (Karte)                           | Rathaus | | Weitere Bilder |
|    | Am Packhof 1a (Karte)                         | ehem. Zollhaus mit Lagergebäude | | ehem. Zollhaus mit Lagergebäude |
|    | Am Packhof 8 (Karte)                          | Pfarrhaus (heute Gemeindehaus) | | Pfarrhaus (heute Gemeindehaus) |
|    | Am Packhof 9 (Karte)                          | Pfarrhaus | | Pfarrhaus |
|    | Am Tannenhof 11 (Karte)                       | Wohnhaus | | |
|    | Am Tannenhof 64 (Karte)                       | Wohnhaus | | |
|    | Amtstraße 1 (Karte)                           | Wohnhaus | Fachwerkhaus von um 1820/30 mit massiv vorgeblendeter Fassade | Wohnhaus |
|    | Amtstraße 16 (Karte)                          | Turnhalle | | Turnhalle |
|    | Amtstraße 20 (Karte)                          | Fachwerkgebäude | | Fachwerkgebäude |
|    | Amtstraße 21 (Karte)                          | ehemaliges Gendarmeriegebäude | Gendarmeriegebäude Schwerin von 1875, als Polizeikaserne gebaut | ehemaliges Gendarmeriegebäude |
|    | Amtstraße 22 (Karte)                          | ehem. Verwaltungsgebäude (heute Wohnhaus) | | ehem. Verwaltungsgebäude (heute Wohnhaus) |
|    | Apothekerstraße (Karte)                       | Straßenpflaster | | Straßenpflaster |
|    | Apothekerstraße 1 (Karte)                     | Wohnhaus | | Wohnhaus |
|    | Apothekerstraße 3 (Karte)                     | Wohnhaus | | Wohnhaus |
|    | Apothekerstraße 10 (Karte)                    | Straßenfassade | | Straßenfassade |
|    | Apothekerstraße 13 (Karte)                    | Wohnhaus | | Wohnhaus |
|    | Apothekerstraße 16 (Karte)                    | Wohnhaus | | Wohnhaus |
|    | Apothekerstraße 24 (Karte)                    | Wohnhaus | | Wohnhaus |
|    | Apothekerstraße 30 (Karte)                    | Wohnhaus | | Wohnhaus |
|    | Apothekerstraße 32 (Karte)                    | Haustür | | Haustür |
|    | Apothekerstraße 35 (Karte)                    | Turnhalle des ehem. Gymnasium Fridericianum (heute Fachhochschule) | Bau von 1887 Fridericianum-Hauptgebäude: August-Bebel-Straße 11/12 (siehe dort) | Turnhalle des ehem. Gymnasium Fridericianum (heute Fachhochschule) |
|    | Apothekerstraße 36 (Karte)                    | Flügelanbau mit Bohlenbinderkonstruktion | | Flügelanbau mit Bohlenbinderkonstruktion |
|    | Apothekerstraße 38 (Karte)                    | Wohnhaus | | Wohnhaus |
|    | Apothekerstraße 40 (Karte)                    | Straßenfassade und erdgeschossiger Saalanbau | | Straßenfassade und erdgeschossiger Saalanbau |
|    | Apothekerstraße 41 (Karte)                    | Wohnhaus und Hinterhaus | Fachwerkhäuser von um 1770/80 | Wohnhaus und Hinterhaus |
|    | Apothekerstraße 43 (Karte)                    | Wohnhaus | | |
|    | Apothekerstraße 45 (Karte)                    | Wohnhaus | | Wohnhaus |
|    | Apothekerstraße 48 (Karte)                    | ehem. Vereinshaus mit Saalanbau (Wichernsaal) | Gründerzeitbau von 1893, heute Bildungsstätte der Diakonie, Saal bis 2020 saniert | ehem. Vereinshaus mit Saalanbau (Wichernsaal) |
|    | Arsenalstraße 2 (Karte)                       | ehem. Kommandantenhaus (heute Wohn- und Geschäftshaus) | Das Bauwerk von 1837 ist seit 2024 als Teil des Residenzensemble Schwerin UNESCO-Welterbe. | ehem. Kommandantenhaus (heute Wohn- und Geschäftshaus) |
|    | Arsenalstraße 4 (Karte)                       | Wohn- und Geschäftshaus | | Wohn- und Geschäftshaus |
|    | Arsenalstraße 5 (Karte)                       | Haustür und Windfangsituation | | Haustür und Windfangsituation |
|    | Arsenalstraße 6 (Karte)                       | Wohn- und Geschäftshaus | | Wohn- und Geschäftshaus |
|    | Arsenalstraße 8 (Karte)                       | | Eckgebäude, zusammen mit Mecklenburgstr. 2 (siehe dort) | |
|    | Arsenalstraße 9 (Karte)                       | ehem. Wohnhaus (heute Verwaltungsgebäude) | | ehem. Wohnhaus (heute Verwaltungsgebäude) |
|    | Arsenalstraße 10 (Karte)                      | ehem. Wohnhaus G. A. Demmlers (heute Wohn- und Geschäftshaus) | Eckgebäude, zusammen mit Mecklenburgstraße 1 Bau von 1843, Architekt Georg Adolf Demmler, Historismus im Tudorstil | Weitere Bilder |
|    | Arsenalstraße 11 (Karte)                      | Wohnhaus | | Wohnhaus |
|    | Arsenalstraße 18 (Karte)                      | ehem. Wohnhaus (heute Geschäftsgebäude) | | ehem. Wohnhaus (heute Geschäftsgebäude) |
|    | Arsenalstraße 20 (Karte)                      | ehem. Bankgebäude (Sparkasse) | Eckgebäude von 1905 als Bankgebäude Wismarsche Straße 127/129 (siehe dort) | |
|    | Arsenalstraße 24 (Karte)                      | Fassade des ehem. Wohnhauses | | Fassade des ehem. Wohnhauses |
|    | Arsenalstraße 30 (Karte)                      | Schule mit Flügelanbauten | | Schule mit Flügelanbauten |
|    | August-Bebel-Straße (Karte)                   | Denkmal für Heinrich Schliemann | gegenüber Nr. 11/12 Büstendenkmal von 1895 (2011 gestohlen) Bronze-Nachguss von 2012 Bildhauer: Hugo Berwald | Weitere Bilder |
|    | August-Bebel-Straße 1 (Karte)                 | ehem. Doppelwohnhaus Kückenstiftung (heute Wohn- und Geschäftshaus) mit Denkmal für Friedrich Wilhelm Kücken im Vorgarten | klassizistisches Eckgebäude von 1868 oder 1870, zus. mit Friedrichstraße 2, Planer H. Peters; Büstendenkmal Friedrich Wilhelm Kücken, 1885 von Ludwig Brunow; heute Restaurant Friedrich’s und ZDF-Landesstudio | Weitere Bilder |
|    | August-Bebel-Straße 2 (Karte)                 | Wohnhaus | | Wohnhaus |
|    | August-Bebel-Straße 3 (Karte)                 | Wohnhaus | | Wohnhaus |
|    | August-Bebel-Straße 4 (Karte)                 | Wohnhaus | | Wohnhaus |
|    | August-Bebel-Straße 5 (Karte)                 | ehem. Doppelwohnhaus (heute Wohn- und Geschäftshaus) | Eckgebäude, zusammen mit Körnerstraße 24 | ehem. Doppelwohnhaus (heute Wohn- und Geschäftshaus) |
|    | August-Bebel-Straße 6 (Karte)                 | Wohnhaus | | Wohnhaus |
|    | August-Bebel-Straße 7 (Karte)                 | Wohnhaus | | Wohnhaus |
|    | August-Bebel-Straße 11/12 (Karte)             | ehem. Gymnasium Fridericianum (heute Fachhochschule) mit ehem. Rektorenwohnhaus und Turnhalle | Klinkerbau von 1868–/70 mit Terrakotta- und Klinkerschmuck, Architekt: Hermann Willebrand, Baumeister: Carl Luckow Turnhalle: Apothekerstraße 35 (siehe dort) | Weitere Bilder |
|    | August-Bebel-Straße 13 (Karte)                | Wohnhaus | | Wohnhaus |
|    | August-Bebel-Straße 14 (Karte)                | Wohnhaus | | Wohnhaus |
|    | August-Bebel-Straße 15 (Karte)                | Wohnhaus | | Wohnhaus |
|    | August-Bebel-Straße 16 (Karte)                | Wohnhaus | | Wohnhaus |
|    | August-Bebel-Straße 18 (Karte)                | Wohnhaus | | Wohnhaus |
|    | August-Bebel-Straße 18a (Karte)               | Wohnhaus | | Wohnhaus |
|    | August-Bebel-Straße 26 (Karte)                | Wohnhaus | | Wohnhaus |
|    | August-Bebel-Straße 27 (Karte)                | Wohnhaus | | Wohnhaus |
|    | August-Bebel-Straße 28 (Karte)                | Wohnhaus | | Wohnhaus |
|    | August-Bebel-Straße 29 (Karte)                | Wohn- und Verwaltungsgebäude (ehem. Kuetemeyersche Stiftung) | Bau von 1894, Architekten: Gustav Hamann und Ludwig Clewe, Klinkerbau im Johann-Albrecht-Stil (mehrere Jahrzehnte in den Denkmallisten als Altes Standesamt Schwerin geführt) | Wohn- und Verwaltungsgebäude (ehem. Kuetemeyersche Stiftung) |
|    | August-Bebel-Straße 30 (Karte)                | Wohnhaus | | Wohnhaus |
|    | August-Bebel-Straße 31 (Karte)                | Wohnhaus | | Wohnhaus |
|    | August-Bebel-Straße 32 (Karte)                | Wohnhaus | | Wohnhaus |
|    | Bäckerstraße 2 (Karte)                        | Wohnhaus | | Wohnhaus |
|    | Bäckerstraße 22 (Karte)                       | Wohnhaus | | Wohnhaus |
|    | Bäckerstraße 30 (Karte)                       | Wohnhaus | | Wohnhaus |
|    | Barcastraße 7 (Karte)                         | Wohnhaus des Chefarztes des ehem. städtischen Krankenhauses (später Bezirkskrankenhaus, dann Werderklinik) | Bau von 1954, siehe Gebäudekomplex Werderstraße | Wohnhaus des Chefarztes des ehem. städtischen Krankenhauses (später Bezirkskrankenhaus, dann Werderklinik) |
|    | Beethovenstraße 2 (Karte)                     | Wohnhaus | | Wohnhaus |
|    | Beethovenstraße 12 (Karte)                    | Wohnhaus | | Wohnhaus |
|    | Beethovenstraße 16 (Karte)                    | Wohnhaus | | Wohnhaus |
|    | Beethovenstraße 20 (Karte)                    | Wohnhaus | | Wohnhaus |
|    | Beethovenstraße 22 (Karte)                    | Wohnhaus | | Wohnhaus |
|    | Bergstraße 20 (Karte)                         | Wohnhaus | | Wohnhaus |
|    | Bergstraße 21 (Karte)                         | Wohnhaus und Hofflügel | | |
|    | Bergstraße 22 (Karte)                         | Wohnhaus | | Wohnhaus |
|    | Bergstraße 29 (Karte)                         | ehem. Militärbildungsanstalt (heute Wohnhaus) mit Flügelanbau | teilweise Landreiterstraße 3a | Weitere Bilder |
|    | Bergstraße 30 (Karte)                         | Wohnhaus | | Wohnhaus |
|    | Bergstraße 32 (Karte)                         | Wohnhaus | | Wohnhaus |
|    | Bergstraße 34 (Karte)                         | Wohnhaus | | Wohnhaus |
|    | Bergstraße 39 (Karte)                         | Wohn- und Verwaltungsgebäude | | Wohn- und Verwaltungsgebäude |
|    | Bergstraße 40 (Karte)                         | Wohnhaus | | Wohnhaus |
|    | Bergstraße 42 (Karte)                         | Wohnhaus | | Wohnhaus |
|    | Bergstraße 45 (Karte)                         | Haus- und Durchfahrtstür | | Weitere Bilder |
|    | Bergstraße 54 (Karte)                         | Wohnhaus | | Wohnhaus |
|    | Bergstraße 55 (Karte)                         | Wohnhaus | | Wohnhaus |
|    | Bergstraße 57 (Karte)                         | Wohnhaus | | Wohnhaus |
|    | Bergstraße 60 (Karte)                         | Wohnhaus | | Wohnhaus |
|    | Bischofstraße (Karte)                         | Dom (siehe Abschnitt Kirchen) | | |
|    | Bischofstraße 2 (Karte)                       | Wohn- und Geschäftshaus | bildet mit dem Eckgebäude Friedrichstraße 1 eine stilistische Einheit | Wohn- und Geschäftshaus |
|    | Bischofstraße 3 (Karte)                       | Wohn- und Geschäftshaus | | Wohn- und Geschäftshaus |
|    | Bischofstraße 4 (Karte)                       | Keller | | |
|    | Bleicherufer 1 (Karte)                        | ehem. Direktorenvilla (heute Verwaltungsgebäude) | gehörte zum 1886 eröffneten Schlachthof | Weitere Bilder |
|    | Bleicherufer 3 (Karte)                        | ehem. Rinderschlachthalle (Gaststätte) | gehörte zum 1886 eröffneten Schlachthof Halle wird seit Ende von Sanierung und Umbau 2012 Alter Schlachthof genannt | Weitere Bilder |
|    | Bornhövedstraße 21 (Karte)                    | ehem. Waisenhaus (heute Kindergarten) mit Grünvorfläche | | ehem. Waisenhaus (heute Kindergarten) mit Grünvorfläche |
|    | Bornhövedstraße 25 (Karte)                    | Wohnhaus mit Hofgebäude | | Wohnhaus mit Hofgebäude |
|    | Bornhövedstraße 34 (Karte)                    | Haustür | | Haustür |
|    | Bornhövedstraße 36 (Karte)                    | Wohnhaus und Scheune | | Wohnhaus und Scheune |
|    | Bornhövedstraße 49 (Karte)                    | Wohnhaus | | Wohnhaus |
|    | Bornhövedstraße 65b (Karte)                   | Clubhaus mit Bootshausanleger des Anglervereins „Greif“ | Gemarkung Schwerin, Fl. 24, Flst. 29 und Gemarkung Schweriner See, Fl. 1, Flst. 1/22 | Clubhaus mit Bootshausanleger des Anglervereins „Greif“ |
|    | Bornhövedstraße 78 (Karte)                    | ehem. Armenhaus (heute Verwaltungsgebäude), zwei massive Nebengebäude und Umfriedung | | Weitere Bilder |
|    | Bornhövedstraße 79 (Karte)                    | ehem. Feierhalle des Jüdischen Friedhofes (heute Wohnhaus) | | ehem. Feierhalle des Jüdischen Friedhofes (heute Wohnhaus) |
|    | Bornhövedstraße 95 (Karte)                    | ehem. Werkhalle der Fokker-Flugzeugwerke | | Weitere Bilder |
|    | Bornhövedstraße 101 (Karte)                   | ehem. Fertigungshalle der Fokker-Flugzeugwerke | | ehem. Fertigungshalle der Fokker-Flugzeugwerke |
|    | Brunnenstraße 3 (Karte)                       | Wohnhaus | | Wohnhaus |
|    | Brunnenstraße 5 (Karte)                       | Wohnhaus | | Wohnhaus |
|    | Brunnenstraße 15 (Karte)                      | Wohnhaus | | Wohnhaus |
|    | Bürgermeister-Bade-Platz (Karte)              | Brücke über den Aubach | enthält einen 1773 signierten Brückenstein | Brücke über den Aubach |
|    | Bürgermeister-Bade-Platz 8 (Karte)            | Wohnhaus | | Wohnhaus |
|    | Burgseestraße 1 (Karte)                       | Wohnhaus | | Wohnhaus |
|    | Burgseestraße 5 (Karte)                       | Wohnhaus | | Wohnhaus |
|    | Burgstraße 2 (Karte)                          | Wohn- und Geschäftshaus | | Wohn- und Geschäftshaus |
|    | Burgstraße 3 (Karte)                          | Wohnhaus | | Wohnhaus |
|    | Buschstraße 5 (Karte)                         | Wohn- und Geschäftshaus | | Wohn- und Geschäftshaus |
|    | Buschstraße 9 (Karte)                         | Wohn- und Geschäftshaus | | Wohn- und Geschäftshaus |
|    | Buschstraße 11 (Karte)                        | Fassade des Wohn- und Geschäftshauses | | Fassade des Wohn- und Geschäftshauses |
|    | Buschstraße 14 (Karte)                        | Wohn- und Geschäftshaus | | Wohn- und Geschäftshaus |
|    | Buschstraße 15 (Karte)                        | Wohn- und Geschäftshaus | Fachwerkhaus mit vorspringendem Obergeschoss, Inschrift: Kunstdrechslerei Zettler Jahreszahl 1698 aus dem 20. Jh. | Weitere Bilder |
|    | Demmlerplatz 1/2 (Karte)                      | Justizgebäude mit Gefängnistrakt | Bau von 1916, Architekt Paul Ehmig | Justizgebäude mit Gefängnistrakt |
|    | Domhof 4/5 (Karte)                            | ehem. Domhof (heute Verwaltungsgebäude) mit Seitenflügel und Anbau des 19. Jahrhunderts | ehem. Remisengebäude (s. Domhof 6) sowie Reste der ehem. Stadtmauer auf der Seite Burgstraße, als Fundament der Seitenwände; dendrochronologisch 1572, inschriftlich 1574 datiert. Neben Puschkinstraße 36 wahrscheinlich ältester Profanbau der Stadt. Heute: Landesamt für Kultur und Denkmalpflege | Weitere Bilder |
|    | Domhof 6 (Karte)                              | ehem. Remisengebäude des ehem. Domhofs | | ehem. Remisengebäude des ehem. Domhofs |
|    | Domstraße 2 (Karte)                           | | Eckgebäude, zusammen mit Puschkinstraße 42 | |
|    | Dr.-Hans-Wolf-Straße 1 (Karte)                | Wohnhaus | | Wohnhaus |
|    | Dr.-Hans-Wolf-Straße 2 (Karte)                | Wohnhaus | | Wohnhaus |
|    | Dr.-Hans-Wolf-Straße 3 (Karte)                | Wohnhaus | | Wohnhaus |
|    | Dr.-Hans-Wolf-Straße 5 (Karte)                | Wohnhaus | | Wohnhaus |
|    | Dr.-Hans-Wolf-Straße 7 (Karte)                | Wohnhaus | | Wohnhaus |
|    | Dr.-Hans-Wolf-Straße 10 (Karte)               | Wohnhaus | | Wohnhaus |
|    | Dr.-Hans-Wolf-Straße 13 (Karte)               | Wohnhaus | | Wohnhaus |
|    | Dr.-Hans-Wolf-Straße 17 (Karte)               | Wohnhaus | | Wohnhaus |
|    | Dr.-Hans-Wolf-Straße 26 (Karte)               | Wohnhaus | | Weitere Bilder |
|    | Dr.-Hans-Wolf-Straße 46 (Karte)               | Wohnhaus mit Stahlplattenfassade | | Wohnhaus mit Stahlplattenfassade |
|    | Dr.-Hans-Wolf-Straße 73–85 (ungerade) (Karte) | Wohnanlage (Demmlerhof) | Bau von 1927–/28 für die Gemeinnützige Baugenossenschaft „Selbsthilfe“ für Schwerin und Umgegend eGmbH, Architekten Friedrich Richard Ostermeyer, Hamburg zugehörig: Wismarsche Straße 307-317 | Weitere Bilder |
|    | Dr.-Külz-Straße 3 (Karte)                     | ehem. Verwaltungsgebäude (heute Jugendhaus) | | ehem. Verwaltungsgebäude (heute Jugendhaus) |
|    | Eichenweg 6 (Karte)                           | Wohnhaus | | |
|    | Eichenweg 18 (Karte)                          | Wohnhaus | | |
|    | Eichenweg 20 (Karte)                          | Wohnhaus mit ehemaliger Garage (heute Wohnhaus) | | |
|    | Eisenbahnstraße 16 (Karte)                    | Wohnanlage | zugehörig: Karl-Liebknecht-Platz 6–8, Schäferstraße 40–46 | |
|    | Ekhofplatz (Karte)                            | Platzraum mit Baumpflanzung und Ekhofbüste | begrenzend ebenfalls: Kleiner Moor | Platzraum mit Baumpflanzung und Ekhofbüste |
|    | Enge Straße                                   | | siehe 1. Enge Straße, 2. Enge Straße, 3. Enge Straße | |
|    | Feldstraße 1 (Karte)                          | Schule und Umfassungsmauer | Bau von um 1811 als Knabenschule, Architekt Baumeister Tischbein, heute Niels-Stensen-Schule | Schule und Umfassungsmauer |
|    | Fischerstraße 2 (Karte)                       | Weinhaus Wöhler (Gaststätte und Hotel) | Fachwerkhaus von um 1750, ab 1819 Nutzung als Weingroßhandel Wöhler; Umbau von 1895 mit Gasträume und Weinstuben; nach Leerstand Sanierung bis 2001 | Weitere Bilder |
|    | Fischerstraße 4 (Karte)                       | Wohn- und Geschäftshaus | | Wohn- und Geschäftshaus |
|    | Franz-Mehring-Straße (Karte)                  | Paulskirche, siehe Abschnitt Kirchen | Bau der Neogotik von 1869, Architekt Theodor Krüger | |
|    | Franz-Mehring-Straße 7 (Karte)                | Wohnhaus | | Wohnhaus |
|    | Franz-Mehring-Straße 18 (Karte)               | Wohnhaus | | Wohnhaus |
|    | Franzosenweg (Karte)                          | ehem. Küchengartenmauer (Gemarkung Schwerin, Flur 49, Flurstück 82/21) | | Weitere Bilder |
|    | Franzosenweg                                  | Pumpenhaus (zw. Kalkwerderring und Tannhöfer Allee) | | |
|    | Franzosenweg 2 (Karte)                        | Wohnhaus | | |
|    | Franzosenweg 6 (Karte)                        | Wohnhaus | | |
|    | Franzosenweg 9 (Karte)                        | Wohnhaus | | |
|    | Friedensstraße 4/4a (Karte)                   | ehem. Kaserne (heute Schulhort und Verwaltungsgebäude) | Bau von 1870; ursprünglich Quartierhaus für die Soldaten der Garnison in Schwerin, stattdessen Unterbringung französischer Kriegsgefangener; danach Nutzung durch das erste Bataillon des Großherzoglich-Mecklenburgischen Grenadierregiments Nr. 89; 1904 Teilerwerb durch die Handwerkskammer Schwerin und Nutzung als Verwaltungsgebäude, später auch als Gewerbeschule u. a.; 2016–2018 umfangreiche Kernsanierung mit Umbauten und Ausbau des Dachgeschosses, seitdem Nutzung als Schulhort und teilweise von der Handwerkskammer | ehem. Kaserne (heute Schulhort und Verwaltungsgebäude) |
|    | Friedensstraße 14 (Karte)                     | Schule mit Turnhalle | Bau von 1882–1885 als Knaben-Realschule, Architekten: Georg Daniel und Carl Raspe; Turnhalle 1887 fertiggestellt zugehörig: ehem. Rektorenhaus (siehe Steinstraße 21) | Weitere Bilder |
|    | Friedensstraße 26 (Karte)                     | Wohnhaus | | Wohnhaus |
|    | Friedensstraße 34 (Karte)                     | Wohnhaus | | Wohnhaus |
|    | Friedrichstraße 1 (Karte)                     | Wohn- und Geschäftshaus | Eckgebäude, bildet mit Bischofstraße 2 eine stilistische Einheit | |
|    | Friedrichstraße 2 (Karte)                     | ehem. Doppelwohnhaus / Kückenstiftung (Wohn- und Geschäftshaus) | Eckgebäude von 1868/70, Planer: H. Peters, verb. mit August-Bebel-Straße 1 Klassizismus | Weitere Bilder |
|    | Friedrichstraße 3 (Karte)                     | Wohn- und Geschäftshaus | | Wohn- und Geschäftshaus |
|    | Friedrichstraße 4 (Karte)                     | Wohn- und Geschäftshaus (Kückenstiftung) | | Wohn- und Geschäftshaus (Kückenstiftung) |
|    | Friedrichstraße 5/7 (Karte)                   | ehem. Bankgebäude | Bankgebäude Friedrichstraße 5/7 von 1904/06 und 1912, Architekten Wilhelm Marten bzw. Hans Jessen | ehem. Bankgebäude |
|    | Friedrichstraße 6 (Karte)                     | Wohn- und Geschäftshaus | Bau von 1866 mit einem Stockwerk; Aufstockung 1867 nach Besitzerwechsel; außergewöhnliche Putzfassade von 1927, Architekt Erich Bentrup, nachdem dem neuen Hausbesitzer Otto Preussler das Anbringen eines Ladenschilds für seinen Zigarrenladen verwehrt worden war. | Weitere Bilder |
|    | Friedrichstraße 11 (Karte)                    | Wohn- und Geschäftshaus | | Wohn- und Geschäftshaus |
|    | Friedrichstraße 22 (Karte)                    | ehem. Bankgebäude | | ehem. Bankgebäude |
|    | Friesenstraße 29 (Karte)                      | Mosaikbild im Eingangsfoyer (Erdgeschoss) | | |
|    | Gaußstraße 12 (Karte)                         | Wohnhaus | | Wohnhaus |
|    | Gaußstraße 14 (Karte)                         | Wohnhaus | | Wohnhaus |
|    | Geschwister-Scholl-Straße 2 (Karte)           | ehem. Gesellschaftshaus (später Kulturhaus Thalia) | Bau von 1887/89, Sanierung von 1998 | ehem. Gesellschaftshaus (später Kulturhaus Thalia) |
|    | Geschwister-Scholl-Straße 3/5 (Karte)         | Verwaltungsgebäude | Eckgebäude von 1929 im Stil der Neuen Sachlichkeit, Architekt Hans Stoffers, Sitz der WGS und der Akademie Schwerin | Verwaltungsgebäude |
|    | Geschwister-Scholl-Straße 4 (Karte)           | ehem. Feuerwehrgebäude mit Schlauchturm | | ehem. Feuerwehrgebäude mit Schlauchturm |
|    | Geschwister-Scholl-Straße 7 (Karte)           | Geschäftshaus | zweistöckiges Eckgebäude, mit Mecklenburgstraße 59 verbunden, bildet mit diesem sowie Geschwister-Scholl-Straße 3/5 eine stilistische Einheit | Geschäftshaus |
|    | Goethestraße (Karte)                          | Öffentliche Bedürfnisanstalt am Totendamm mit Mauer und Treppenanlage (Höhe Einmündung Geschwister-Scholl-Straße) | Bau von 1927, Architekt Andreas Hamann | Öffentliche Bedürfnisanstalt am Totendamm mit Mauer und Treppenanlage (Höhe Einmündung Geschwister-Scholl-Straße) |
|    | Goethestraße (Karte)                          | Brunnen mit Mauer und Treppenanlage (gegenüber Nr. 71/73) | | Brunnen mit Mauer und Treppenanlage (gegenüber Nr. 71/73) |
|    | Goethestraße 1 (Karte)                        | Wohn- und Geschäftshaus | | Wohn- und Geschäftshaus |
|    | Goethestraße 28 (Karte)                       | Wohnhaus | | Wohnhaus |
|    | Goethestraße 39 (Karte)                       | Gaststätte (Restaurant Elefant) mit Vereinszimmer und Saalbau | Flachbau von 1860 als Töpferwerkstatt, Aufstockung und Anbau von 1870, Malereien mit Elefantenmotiven, 1884–1895 Nutzung als Tabak- und Zigarrenfabrik, 1896 Saalanbau, ab Anfang der 1990er Jahre Restaurant und Hotelbetrieb, 1995/98 Sanierung | Gaststätte (Restaurant Elefant) mit Vereinszimmer und Saalbau |
|    | Goethestraße 45 (Karte)                       | Wohnhaus | | Wohnhaus |
|    | Goethestraße 70/72 (Karte)                    | Bankgebäude Goethestraße | Bankgebäude Goethestraße von 1923 als Reichsbank-Stelle Schwerin, Entwurf: Reichsbank-Baubüro Berlin, heute Wohnhaus mit Filiale der Bundesbank im Erdgeschoss | Bankgebäude Goethestraße |
|    | Goethestraße 73 (Karte)                       | Wohn- und Geschäftshaus | | Wohn- und Geschäftshaus |
|    | Goethestraße 74 (Karte)                       | ehem. Lyzeum Schwerin (Schule) mit Freiflächen auf dem ehem. Domfriedhof | Bau von 1914, Architekt Hans Dewitz | Weitere Bilder |
|    | Goethestraße 87 (Karte)                       | ehem. Wohnhaus (heute Ärztehaus) | | ehem. Wohnhaus (heute Ärztehaus) |
|    | Goethestraße 88 (Karte)                       | Wohnhaus mit Hintergebäude | | Wohnhaus mit Hintergebäude |
|    | Goethestraße 99 (Karte)                       | Geschäftshaus | | Geschäftshaus |
|    | Goethestraße 103 (Karte)                      | Wohn- und Geschäftshaus | | Wohn- und Geschäftshaus |
|    | Goethestraße 105 (Karte)                      | Wohn- und Geschäftshaus | | Wohn- und Geschäftshaus |
|    | Gosewinkel 11 (Karte)                         | Wohnhaus | | Wohnhaus |
|    | Gosewinkler Weg 1 (Karte)                     | Wohnhaus | | Wohnhaus |
|    | Graf-Schack-Allee 2 (Karte)                   | Landeshauptarchiv mit Umfriedung und Außenanlagen | Vorderhause als Verwaltungstrakt von 1911, Architekt Paul Ehmig, Mittelrisalit als Eingang; dahinter siebengeschossiger Magazinturm 2007/10 saniert | Weitere Bilder |
|    | Graf-Schack-Allee 8 (Karte)                   | Wohnhaus | | Wohnhaus |
|    | Graf-Schack-Allee 11 (Karte)                  | ehem. Wohnhaus (heute Verwaltungsgebäude) | | ehem. Wohnhaus (heute Verwaltungsgebäude) |
|    | Großer Moor 12 (Karte)                        | Wohnhaus | | Wohnhaus |
|    | Großer Moor 30 (Karte)                        | ehem. Palais | | ehem. Palais |
|    | Großer Moor 36 (Karte)                        | ehem. Palais | | ehem. Palais |
|    | Großer Moor 38 (Karte)                        | Wohnhaus | | Wohnhaus |
|    | Großer Moor 44 (Karte)                        | Wohnhaus | | Wohnhaus |
|    | Großer Moor 46 (Karte)                        | Wohnhaus | | Wohnhaus |
|    | Großer Moor 48 (Karte)                        | Wohnhaus mit Hofgebäude | | Wohnhaus mit Hofgebäude |
|    | Großer Moor 50 (Karte)                        | Wohnhaus mit Hofgebäude | | Wohnhaus mit Hofgebäude |
|    | Großer Moor 52/54 (Karte)                     | ehem. Großherzogliche Betten- und Leinenkammer (heute Wohnhaus) mit Hofgebäude (Bohlenbinder) | | ehem. Großherzogliche Betten- und Leinenkammer (heute Wohnhaus) mit Hofgebäude (Bohlenbinder) |
|    | Großer Moor 53 (Karte)                        | ehem. Großherzogliches Marschallamt (heute Wohnhaus) | | Weitere Bilder |
|    | Großer Moor 56 (Karte)                        | ehem. Großherzogliches Waschhaus | | ehem. Großherzogliches Waschhaus |
|    | Grünes Tal (Park) (Karte)                     | Gedenkstätte für Kriegsgefangene des Lagers Stalag II E in Stern Buchholz | Gedenkstätte | Gedenkstätte für Kriegsgefangene des Lagers Stalag II E in Stern Buchholz |
|    | Grunthalplatz (Karte)                         | Platzanlage mit Brunnen, ehem. Straßenbahnoberleitungsmast mit Gedenktafel und Gedenkstein | Gedenkstein für Marianne Grunthal | Platzanlage mit Brunnen, ehem. Straßenbahnoberleitungsmast mit Gedenktafel und Gedenkstein |
|    | Grunthalplatz 1/2 (Karte)                     | Wohn- und Geschäftshaus | verbunden mit Eckgebäude Wismarsche Straße 170 | Weitere Bilder |
|    | Grunthalplatz 3 (Karte)                       | Bahnhof – Empfangsgebäude mit Kopfbauten der Unterführung | | Bahnhof – Empfangsgebäude mit Kopfbauten der Unterführung |
|    | Grunthalplatz 13 (Karte)                      | schmiedeeisernes Tor | | schmiedeeisernes Tor |
|    | Güstrower Straße 19 (Karte)                   | Wohnhaus mit Einfriedung | Bau von 1930, Wohnhaus des Baumeisters Friedo Fernando Geertz im Stil des Bauhauses | Wohnhaus mit Einfriedung |
|    | Güstrower Straße 20 (Karte)                   | Wohnhaus | | Wohnhaus |
|    | Güstrower Straße 93/95/97 (Karte)             | ehem. Forsthof mit Forsthaus, Arbeiterwohnhaus, Stall, Wirtschaftsgebäude mit Werkstatt | | |
|    | Güterbahnhofstraße (Karte)                    | Güterbahnhof von 1897 (Gemarkung Schwerin, Flur 14, Flurstück 4/6) | | |
|    | Hafenpromenade (Karte)                        | Hafenanlage mit Kaimauer, ehem. Speicher (heute Hotel), Resten der Gleisanlage und Kran | ehem. Speicher von 1939, Speicherstraße 11, Umbau zum Hotel von 1998 | Hafenanlage mit Kaimauer, ehem. Speicher (heute Hotel), Resten der Gleisanlage und Kran |
|    | Hagenower Straße                              | Findlingsstein mit Inschrift (Gemarkung Schwerin, Fl.59, Flst. 136/2) | Inschrift: "Anno 1620" auch "Peststein" genannt. | Weitere Bilder |
|    | Hamburger Allee 72/74 (Karte)                 | Fernsehturm | Bau von 1960/64 136 Meter hoher Sendeturm in Stahlbetonbauweise | Weitere Bilder |
|    | Händelstraße 6/8 (Karte)                      | Wohnhaus | Wohnblockensemble gemeinsam mit Robert-Koch-Straße 7/9, Architekt Hans Stoffers | Wohnhaus |
|    | Haselholzstraße 1 (Karte)                     | Wohnhaus | | Weitere Bilder |
|    | Heinrich-Mann-Straße 14/16 (Karte)            | Wohnhäuser (Doppelhaus) | | Wohnhäuser (Doppelhaus) |
|    | Heinrich-Mann-Straße 15 (Karte)               | Wohnhaus | | Wohnhaus |
|    | Heinrich-Mann-Straße 17 (Karte)               | Wohnhaus | | Wohnhaus |
|    | Heinrich-Mann-Straße 19 (Karte)               | Wohnhaus | | Wohnhaus |
|    | Helenenstraße 1/3 (Karte)                     | Wohn- und Geschäftshaus | | Wohn- und Geschäftshaus |
|    | Hospitalstraße 7 (Karte)                      | Heizhaus des ehem. städtischen Krankenhauses (später Bezirkskrankenhaus, dann Werderklinik) (heute Wohnhaus) | Umbau zum Wohnhaus siehe auch Gebäudekomplex Werderstraße | Heizhaus des ehem. städtischen Krankenhauses (später Bezirkskrankenhaus, dann Werderklinik) (heute Wohnhaus) |
|    | Jägerweg 1 (Karte)                            | Wohnhaus | Villa | Wohnhaus |
|    | Jägerweg 2 (Karte)                            | ehem. Wohnhaus (heute Verwaltungsgebäude) | Bau von 1904 als Villa für das Ehepaar Uhle, Planung und Durchführung von Maurermeister Carl Frese; Mauerwerksverband mit aufgesetztem Fachwerk, Giebel verziert mit Pferdeköpfen; 1991/98 saniert | Weitere Bilder |
|    | Jägerweg 3 (Karte)                            | Wohnhaus | | Weitere Bilder |
|    | Jean-Sibelius-Straße 26 (Karte)               | Kindergarten | | Weitere Bilder |
|    | Johannes-Brahms-Straße 65 (Karte)             | Gaststätte (ehemals „Panorama“) | erbaut: 1969–1972, Konstruktion: Ulrich Müther, Architekt: Georg Schneider Hyperbolische Paraboloidschale aus Stahlbeton, Restaurantgebäude mit Betonsockel (Erdgeschoss) und aufgesetzten Ring aus hohen Fenstern, darauf das in zwei Richtungen gewölbte Dach mit zwei seitlichen Stützstreben, unterirdisch miteinander verbunden | Gaststätte (ehemals „Panorama“) |
|    | Johannes-Stelling-Straße 1 (Karte)            | Villa | | Weitere Bilder |
|    | Johannes-Stelling-Straße 2/3 (Karte)          | ehem. Großherzoglicher Jägerhof | Drei Gebäude von 1852/56 und 1860/61, zwei baugleiche Wohnhäuser und Jagdzeughaus, Architekt Hermann Willebrand, heute (2020) Stadtarchiv Bürohaus und Wirtschaftsgebäude | Weitere Bilder |
|    | Johannes-Stelling-Straße 4 (Karte)            | Villa | | Weitere Bilder |
|    | Johannes-Stelling-Straße 9/11 (Karte)         | ehem. Alte Artilleriekaserne (Schwerin) | Backsteinbau von 1859/62; Sanierung mit tw. Rückbau späterer Umbauten: 2008–2011 Drei große Flügelbauten und Reste der Reithalle nach Plänen von Ludwig Wachenhusen (1818–1889) | Weitere Bilder |
|    | Johannes-Stelling-Straße 14 (Karte)           | ehem. Parteischule (heute Ministerium) | Bau von 1952/54 für das Instituts des Zentralkomitees der SED und Landesparteischule; Architekten Franz Schiemer und Heinrich Handorf | ehem. Parteischule (heute Ministerium) |
|    | Johannes-Stelling-Straße 19 (Karte)           | ehem. Offizierskasino (heute Verwaltungsgebäude) | Bau der Neorenaissance von 1900, Architekt Oscar Wutsdorff; Sanierung mit Ersatzbau von 2015–2019, fehlende und unrettbare Teile modern minimalistisch durch einen sich unterordnenden Schwarzglaskubus ersetzt. | Weitere Bilder |
|    | Johannes-Stelling-Straße 21, 29, 31, 33/35    | ehem. Neue Artilleriekaserne | Gebäudekomplex mit Mannschaftsgebäude / Quartiershaus, Stabswohngebäude, Stabsgebäude, Wohngebäude, Toranlagen und Einfriedungen | Weitere Bilder |
|    | Johannes-Stelling-Straße 21 (Karte)           | ehem. Mannschaftsgebäude bzw. Quartiershaus (Hauptgebäude) der Neuen Artilleriekaserne; heute Verwaltungsgebäude | Bau von 1899, Neurenaissance im Johann-Albrecht-Stil | Weitere Bilder |
|    | Johannes-Stelling-Straße 29 (Karte)           | ehem. Unteroffiziersgebäude (Stabswohngebäude) der Neuen Artilleriekaserne (heute Teil der Landesbibliothek Mecklenburg-Vorpommern) | Bau von 1897–1899, Neurenaissance im Johann-Albrecht-Stil; Wohngebäude für verheiratete Militärangehörige, heute Landesbibliothek | Weitere Bilder |
|    | Johannes-Stelling-Straße 31 (Karte)           | ehem. Stabsgebäude der Neuen Artilleriekaserne (heute Verwaltungsgebäude) | | Weitere Bilder |
|    | Johannes-Stelling-Straße 33/35 (Karte)        | ehem. Wohngebäude der Neuen Artilleriekaserne; heute Wohnhaus | Ecke Adam-Scharrer-Weg | ehem. Wohngebäude der Neuen Artilleriekaserne; heute Wohnhaus |
|    | Jungfernstieg 5 (Karte)                       | Wohnhaus | | Wohnhaus |
|    | Karl-Liebknecht-Platz 6–8 (Karte)             | Wohnanlage | zugehörig: Eisenbahnstraße 16, Schäferstraße 40–46 | Wohnanlage |
|    | Kirchenstraße 1 (Karte)                       | Wohnhaus mit Gedenktafel für Heinrich Friese | Die Gedenktafel erinnert an den Schweriner Biologen Heinrich Friese. | Weitere Bilder |
|    | Kirchenstraße 2 (Karte)                       | Wohnhaus | | Wohnhaus |
|    | Kirchenstraße 6 (Karte)                       | Wohnhaus | | Wohnhaus |
|    | Kirchenstraße 7 (Karte)                       | Wohnhaus mit Flügelanbau | | Wohnhaus mit Flügelanbau |
|    | Kleine Wasserstraße 1–15 (ungerade) (Karte)   | ehem. Kasernenanlage (heute Wohnhäuser) | | ehem. Kasernenanlage (heute Wohnhäuser) |
|    | Kleiner Moor (Karte)                          | Platzraum mit Baumpflanzung und Ekhofbüste (sog. Ekhofplatz) | siehe Ekhofplatz | |
|    | Kleiner Moor 11 (Karte)                       | ehem. Maschinenhaus des Theaters | | ehem. Maschinenhaus des Theaters |
|    | Klosterstraße (Karte)                         | Speicher | gehört zum Gebäude Schloßstraße 26 (Hinterhof, von der Klosterstraße her begehbar) | |
|    | Klosterstraße 13 (Karte)                      | Pfarrhaus | | Pfarrhaus |
|    | Klosterstraße 20 (Karte)                      | Wohnhaus | | Wohnhaus |
|    | Klosterstraße 24 (Karte)                      | Wohnhaus | | Wohnhaus |
|    | Klosterstraße 26 (Karte)                      | ehem. Schule (heute Gemeindezentrum Schräderhaus) | | Weitere Bilder |
|    | Knaudtstraße 14 (Karte)                       | Wohnhaus | | Wohnhaus |
|    | Knaudtstraße 24 (Karte)                       | Wohnhaus | | Wohnhaus |
|    | Knaudtstraße 26 (Karte)                       | Wohnhaus | | Wohnhaus |
|    | Körnerstraße 1 (Karte)                        | Wohn- und Geschäftshaus | | Wohn- und Geschäftshaus |
|    | Körnerstraße 4 (Karte)                        | Wohnhaus | | Wohnhaus |
|    | Körnerstraße 5 (Karte)                        | Wohnhaus | | Wohnhaus |
|    | Körnerstraße 6 (Karte)                        | Wohnhaus | | Wohnhaus |
|    | Körnerstraße 7 (Karte)                        | Stephanusstift mit Flügelanbau | | Stephanusstift mit Flügelanbau |
|    | Körnerstraße 12 (Karte)                       | Wohnhaus | | Wohnhaus |
|    | Körnerstraße 14 (Karte)                       | Wohnhaus | | Wohnhaus |
|    | Körnerstraße 16 (Karte)                       | Wohnhaus | | Wohnhaus |
|    | Körnerstraße 17 (Karte)                       | Wohnhaus | | Wohnhaus |
|    | Körnerstraße 20 (Karte)                       | Wohnhaus | | Wohnhaus |
|    | Krösnitz 33 (Karte)                           | Wohnhaus mit Fachwerkstall | | Wohnhaus mit Fachwerkstall |
|    | Krösnitz 36 (Karte)                           | ehem. Büdnerei (Wohnhaus) | | ehem. Büdnerei (Wohnhaus) |
|    | Küchengartenweg 12 (Karte)                    | Turnhalle | Bau der 1950er Jahre | |
|    | Küchengartenweg 16 (Karte)                    | Villa | | |
|    | Landesrabbiner-Holdheim-Straße 1 (Karte)      | Wohnhaus | | Wohnhaus |
|    | Landesrabbiner-Holdheim-Straße 3 (Karte)      | Wohnhaus mit ehem. Gebetsraum der jüdischen Gemeinde | | Wohnhaus mit ehem. Gebetsraum der jüdischen Gemeinde |
|    | Landesrabbiner-Holdheim-Straße 5 (Karte)      | Wohnhaus | | Wohnhaus |
|    | Landesrabbiner-Holdheim-Straße 7 (Karte)      | ehem. Wohnhaus | | ehem. Wohnhaus |
|    | Landreiterstraße 7 (Karte)                    | Wohnhaus | 11-achsiges klassizistische Wohnhaus vom Endes des 18. Jahrhunderts | Wohnhaus |
|    | Landreiterstraße 9 (Karte)                    | | | |
|    | Landreiterstraße 23 (Karte)                   | Wohnhaus | | Wohnhaus |
|    | Landreiterstraße 25 (Karte)                   | Wohnhaus | | Wohnhaus |
|    | Landreiterstraße 29 (Karte)                   | ehem. Kindergarten (heute Wohnhaus) | eingeschossiger Fachwerkbau von vor 1757, Umbau und Ausbau von 1880, straßenseitige Fassade von 1887, Kinderbetreuung von 1835 bis 1992 | ehem. Kindergarten (heute Wohnhaus) |
|    | Lehmstraße 1 (Karte)                          | Wohnhaus | zugehörig: Eckhaus Werderstraße 65 Fachwerkhaus | Wohnhaus |
|    | Lehmstraße 6 (Karte)                          | Wohnhaus | | Wohnhaus |
|    | Lehmstraße 8 (Karte)                          | Wohnhaus | | Wohnhaus |
|    | Lehmstraße 12 (Karte)                         | Fassade | | Fassade |
|    | Lennéstraße 1a (Karte)                        | ehem. Kavaliershaus (heute Wohnhaus) mit Garten | | Weitere Bilder |
|    | Lindenstraße 1 (Karte)                        | Wohnhaus | Eckgebäude, zusammen mit Puschkinstraße 2/4 (siehe dort) | |
|    | Lindenstraße 2 (Karte)                        | Wohnhaus | | Wohnhaus |
|    | Lindenstraße 3 (Karte)                        | Wohnhaus | | Wohnhaus |
|    | Lindenstraße 4 (Karte)                        | Wohnhaus mit Flügelanbau | | Wohnhaus mit Flügelanbau |
|    | Lindenstraße 5 (Karte)                        | Wohnhaus | | Wohnhaus |
|    | Lindenstraße 6 (Karte)                        | Wohnhaus | | Wohnhaus |
|    | Lindenstraße 7 (Karte)                        | Wohnhaus | | Wohnhaus |
|    | Lindenstraße 9 (Karte)                        | Wohnhaus mit Gedenktafel für Graf Schack | | Wohnhaus mit Gedenktafel für Graf Schack |
|    | Lobedanzgang 2 (Karte)                        | Wohnhaus | | Wohnhaus |
|    | Lobedanzgang 4 (Karte)                        | Wohnhaus | | Wohnhaus |
|    | Lobedanzgang 11–19 (Karte)                    | ehem. Lazarett (heute Wohnhaus) | Bau von 1870, Architekt Ludwig Wachenhusen; zugehörig: Innenhof (Grünanlagen mit Wegenetz), südliche Parkanlage, ehem. Militärkapelle und Toranlage Wallstraße, heute Wohnanlage | ehem. Lazarett (heute Wohnhaus) |
|    | Lübecker Straße 15 (Karte)                    | Schule | | Schule |
|    | Lübecker Straße 24 (Karte)                    | Wohnhaus | | Wohnhaus |
|    | Lübecker Straße 36 (Karte)                    | Wohnhaus | | Wohnhaus |
|    | Lübecker Straße 42 (Karte)                    | Wohn- und Geschäftshaus | | Wohn- und Geschäftshaus |
|    | Lübecker Straße 46 (Karte)                    | Kriegerdenkmal | Einweihung: 1920 steht an der Turnhalle; ist den 43 im 1. Weltkrieg gefallenen Mitgliedern des Männer-Turnvereins (MTV) aus Schwerin gewidmet | Kriegerdenkmal |
|    | Lübecker Straße 46 (Karte)                    | Turnhalle des Turnvereins | Fertigstellung: 1905 Architekt: Georg Daniel; Sanierung: 1989 | Weitere Bilder |
|    | Lübecker Straße 66 (Karte)                    | Wohn- und Geschäftshaus | | Wohn- und Geschäftshaus |
|    | Lübecker Straße 92 (Karte)                    | Geschäftsfassade | | Geschäftsfassade |
|    | Lübecker Straße 142 (Karte)                   | Landesversicherungsanstalt mit Flügelanbauten (Verwaltungsgebäude) | Verwaltungsgebäude der Invaliditäts- und Alters-Versicherungsanstalt Mecklenburg zu Schwerin von 1892–/93; Aufstockung und Erweiterung: 1927/28; Sanierung und tw. Umbau: 2011/13; | Weitere Bilder |
|    | Lübecker Straße 191 (Karte)                   | Wohnhaus | | |
|    | Lübecker Straße 193 (Karte)                   | Wohnhaus | | |
|    | Lübecker Straße 266 (Karte)                   | ehem. Schwimmhalle (heute Wohn- und Geschäftshaus) | Bau von 1976 mit HP-Schalen, Architekt Herbert Müller, Umbau von 2017 mit Bad und Wohnungen | Weitere Bilder |
|    | Lübecker Straße 270 (Karte)                   | Gaststätte | | Gaststätte |
|    | Lübecker Straße 278 (Karte)                   | Wohnhaus | | Wohnhaus |
|    | Marienplatz 1/2 (Karte)                       | Fassade des Wohn- und Geschäftshauses | | Fassade des Wohn- und Geschäftshauses |
|    | Marienplatz 5/6 (Karte)                       | Eingangstrakt des ehem. Gesellschaftshauses Stadthallen Schwerin (heute Geschäftshaus) | Bau von 1910 mit Jugendstilfassade, Architekten Rudolf Wilken, nur Fassade erhalten | Eingangstrakt des ehem. Gesellschaftshauses Stadthallen Schwerin (heute Geschäftshaus) |
|    | Marienplatz 8/9 (Karte)                       | Sparkasse | Eckgebäudekomplex, zusammen mit Helenenstraße 8/12 | Sparkasse |
|    | Martinstraße 1/1a (Karte)                     | Wohn- und Geschäftshaus | Eckgebäude, zusammen mit Wismarsche Straße 113 | Weitere Bilder |
|    | Martinstraße 2 (Karte)                        | Wohn- und Geschäftshaus | verbunden mit Eckgebäude Wismarsche Straße 115 | Wohn- und Geschäftshaus |
|    | Martinstraße 6 (Karte)                        | ehem. Kindergarten (heute Wohnhaus) | | ehem. Kindergarten (heute Wohnhaus) |
|    | Max-Suhrbier-Straße 59 (Karte)                | Wohnhaus | | |
|    | Max-Suhrbier-Straße 61 (Karte)                | Wohnhaus | | |
|    | Mecklenburgstraße (Karte)                     | Denkmal für Heinrich von Stephan vor dem Postgebäude Nr. 4/6 | | Denkmal für Heinrich von Stephan vor dem Postgebäude Nr. 4/6 |
|    | Mecklenburgstraße 1 (Karte)                   | ehem. Wohnhaus G.A. Demmlers (heute Wohn- und Geschäftshaus) | zusammen mit Eckgebäude Arsenalstr. 10 (siehe dort), Architekt Georg Adolf Demmler | |
|    | Mecklenburgstraße 2 (Karte)                   | ehem. Hotel Stern (heute Haus der Kultur) | Eckgebäude, zusammen mit Arsenalstr. 8: Haus der Kultur | ehem. Hotel Stern (heute Haus der Kultur) |
|    | Mecklenburgstraße 3 (Karte)                   | Wohn- und Geschäftshaus | | Wohn- und Geschäftshaus |
|    | Mecklenburgstraße 4/6/8 (Karte)               | Hauptpost Schwerin mit Gedenktafel, Hoffläche und Einfriedungen | | Weitere Bilder |
|    | Mecklenburgstraße 5 (Karte)                   | Wohn- und Geschäftshaus und Hofgebäude | | |
|    | Mecklenburgstraße 7 (Karte)                   | Wohn- und Geschäftshaus | | Wohn- und Geschäftshaus |
|    | Mecklenburgstraße 9 (Karte)                   | Wohn- und Geschäftshaus | | Wohn- und Geschäftshaus |
|    | Mecklenburgstraße 10/12 (Karte)               | ehem. Kaufhaus (heute Bank) | | ehem. Kaufhaus (heute Bank) |
|    | Mecklenburgstraße 18 (Karte)                  | Wohn- und Geschäftshaus | | Wohn- und Geschäftshaus |
|    | Mecklenburgstraße 19/21/23 (Karte)            | Kaufhaus | Bau von 1926, Architekt: Hans Stoffers | Kaufhaus |
|    | Mecklenburgstraße 20 (Karte)                  | Wohn- und Geschäftshaus | | Wohn- und Geschäftshaus |
|    | Mecklenburgstraße 28 (Karte)                  | Wohn- und Geschäftshaus | | Wohn- und Geschäftshaus |
|    | Mecklenburgstraße 31 (Karte)                  | ehem. Speicher (heute Wohn- und Geschäftshaus) | | ehem. Speicher (heute Wohn- und Geschäftshaus) |
|    | Mecklenburgstraße 32 (Karte)                  | Wohn- und Geschäftshaus mit Hofgebäude | | Wohn- und Geschäftshaus mit Hofgebäude |
|    | Mecklenburgstraße 36 (Karte)                  | Wohn- und Geschäftshaus | | Wohn- und Geschäftshaus |
|    | Mecklenburgstraße 41/43 (Karte)               | Wohn- und Geschäftshaus | zusammen mit Eckgebäude Schloßstraße (Schwerin) 35 | Wohn- und Geschäftshaus |
|    | Mecklenburgstraße 53 (Karte)                  | ehem. Filmtheater „Schauburg“ | Schauburg, Filmtheater aus dem Jahr 1928 | Weitere Bilder |
|    | Mecklenburgstraße 59 (Karte)                  | Wohn- und Geschäftshaus | mit Eckgebäude Geschwister-Scholl-Straße 7 verbunden, bildet mit diesem sowie Geschwister-Scholl-Straße 3/5 eine stilistische Einheit | Wohn- und Geschäftshaus |
|    | Mecklenburgstraße 66 (Karte)                  | Wohnhaus | | Wohnhaus |
|    | Mecklenburgstraße 67 (Karte)                  | Wohnhaus | | Wohnhaus |
|    | Mecklenburgstraße 68 (Karte)                  | Wohnhaus | | Wohnhaus |
|    | Mecklenburgstraße 69 (Karte)                  | Wohnhaus | | Wohnhaus |
|    | Mecklenburgstraße 71 (Karte)                  | Wohnhaus | | Wohnhaus |
|    | Mecklenburgstraße 73 (Karte)                  | Wohnhaus | | Wohnhaus |
|    | Mecklenburgstraße 75 (Karte)                  | Wohnhaus | | Wohnhaus |
|    | Mecklenburgstraße 77 (Karte)                  | Wohnhaus | | Wohnhaus |
|    | Mecklenburgstraße 83 (Karte)                  | Wohnhaus | | Wohnhaus |
|    | Mecklenburgstraße 85 (Karte)                  | Wohnhaus | | Wohnhaus |
|    | Mecklenburgstraße 87 (Karte)                  | Wohnhaus | | Wohnhaus |
|    | Mecklenburgstraße 89 (Karte)                  | Wohnhaus | | Wohnhaus |
|    | Mecklenburgstraße 91 (Karte)                  | Wohnhaus | | Wohnhaus |
|    | Mecklenburgstraße 93 (Karte)                  | Wohnhaus | | Wohnhaus |
|    | Mittelweg 7 (Karte)                           | ehem. Kraftfahrzeuginstandsetzungswerk (KGW Vorwärts) | zugehörig: Produktionshalle, Heizhaus, Transformatorengebäude, Verwaltungsgebäude, Durchfahrt und Garagen, Sozialgebäude | Weitere Bilder |
|    | Molkereistraße 3 (Karte)                      | ehem. Produktionsgebäude der Molkerei (heute Verwaltungsgebäude) | Architekt Hans Stoffers | |
|    | Moritz-Wiggers-Straße 5 (Karte)               | ehem. Küsterhaus (heute Wohnhaus) | | ehem. Küsterhaus (heute Wohnhaus) |
|    | Mozartstraße 11 (Karte)                       | Wohnhaus | | Wohnhaus |
|    | Mozartstraße 14 (Karte)                       | Wohnhaus | | Wohnhaus |
|    | Mozartstraße 18 (Karte)                       | Wohnhaus | | Wohnhaus |
|    | Mozartstraße 20 (Karte)                       | Wohnhaus | | Wohnhaus |
|    | Mozartstraße 21 (Karte)                       | Wohnhaus | | Wohnhaus |
|    | Mozartstraße 22 (Karte)                       | Wohnhaus | | Wohnhaus |
|    | Mozartstraße 23 (Karte)                       | Wohnhaus | | Wohnhaus |
|    | Mozartstraße 25 (Karte)                       | Wohnhaus | | Wohnhaus |
|    | Mozartstraße 27 (Karte)                       | Wohnhaus | | Wohnhaus |
|    | Mühlenstraße (Karte)                          | Straßenpflaster | | Straßenpflaster |
|    | Mühlenstraße 4 (Karte)                        | Wohnhaus | | Wohnhaus |
|    | Mühlenstraße 6/6a (Karte)                     | ehem. Werkstattgebäude mit Schmiedeschornstein und Wirtschaftsgebäude mit Bohlenbinderdach | | ehem. Werkstattgebäude mit Schmiedeschornstein und Wirtschaftsgebäude mit Bohlenbinderdach |
|    | Mühlenstraße 13 (Karte)                       | Wohnhaus | | Wohnhaus |
|    | Mühlenstraße 15 (Karte)                       | Wohnhaus | | Wohnhaus |
|    | Mühlenstraße 17 (Karte)                       | Wohnhaus | | Wohnhaus |
|    | Mühlenstraße 19 (Karte)                       | Wohnhaus | | Wohnhaus |
|    | Mühlenstraße 20 (Karte)                       | Wohnhaus | | |
|    | Münzstraße 1 (Karte)                          | Wohnhaus und Hofgebäude mit halbem Bohlenbinder | | Wohnhaus und Hofgebäude mit halbem Bohlenbinder |
|    | Münzstraße 2 (Karte)                          | ehem. Wohnhaus (heute Geschäftshaus) | Text Informationstafel: „Das Bartning'sche Palais - Erbaut 1845 von Hofbaurat Ludwig Bartning. Bis 1874 Wohnung der Familie des Advokaten und Geheimen Hofrates Adolf Bartning 1848 Kommandeur der Schweriner Bürgerwehr. Danach bis 1950 im Besitz der Familien der Hofräte von Gamm und ihrer Nachfahren.“ | Weitere Bilder |
|    | Münzstraße 6 (Karte)                          | Wohnhaus mit Hofgebäude | | Wohnhaus mit Hofgebäude |
|    | Münzstraße 8 (Karte)                          | ehem. Münze (heute Verwaltungsgebäude) | Bau von um 1715 als Wohnhaus, Architekt Leonhard Christoph Sturm; Münze seit 1759 und 1778, klassizistischer Umbau 1820er Jahre, Umba 1850–58 zum Ministerhotel mit Verlängerung Richtung Hof und Einbau des Festsaals, Architekt Hermann Willebrand; Umbau 1929, seit 1947 Sitz des Landesbischofs und der Landeskirche | Weitere Bilder |
|    | Münzstraße 9 (Karte)                          | Straßenfassade | | Weitere Bilder |
|    | Münzstraße 11 (Karte)                         | Wohnhaus | | Weitere Bilder |
|    | Münzstraße 12 (Karte)                         | Wohnhaus | | Wohnhaus |
|    | Münzstraße 13 (Karte)                         | Wohnhaus | | Weitere Bilder |
|    | Münzstraße 15 (Karte)                         | Wohnhaus | seit 2016 Plakette in Erinnerung an den ehemaligen Bewohner des Hauses Karl Hill (zwischen 1879 und 1884) | Weitere Bilder |
|    | Münzstraße 17a/b (Karte)                      | Wohnhaus | | Weitere Bilder |
|    | Münzstraße 19 (Karte)                         | Wohnhaus | | Wohnhaus |
|    | Münzstraße 20 (Karte)                         | ehem. Wohnhaus (heute Kindergarten) | | ehem. Wohnhaus (heute Kindergarten) |
|    | Münzstraße 21 (Karte)                         | Wohnhaus mit Gaststätte | | Wohnhaus mit Gaststätte |
|    | Münzstraße 26 (Karte)                         | Straßenfassade | | Straßenfassade |
|    | Münzstraße 28 (Karte)                         | Wohnhaus mit Flügelanbau | | Wohnhaus mit Flügelanbau |
|    | Münzstraße 29 (Karte)                         | Wohnhaus | | Wohnhaus |
|    | Münzstraße 30 (Karte)                         | Wohnhaus mit Flügelanbau | | Wohnhaus mit Flügelanbau |
|    | Münzstraße 32 (Karte)                         | Wohnhaus | | Wohnhaus |
|    | Münzstraße 33 (Karte)                         | Wohnhaus | | Wohnhaus |
|    | Münzstraße 38 (Karte)                         | Wohnhaus | | Wohnhaus |
|    | Obotritenring 40 (Karte)                      | Verwaltungsgebäude (Haus A) und Nebengebäude (Haus B/C) | | Weitere Bilder |
|    | Obotritenring 50 (Karte)                      | Schule | | Schule |
|    | Obotritenring 105 (Karte)                     | ehem. Waisenhaus (heute Wohnhaus) | | ehem. Waisenhaus (heute Wohnhaus) |
|    | Obotritenring 115 (Karte)                     | Wohnhaus | | Wohnhaus |
|    | Obotritenring 117 (Karte)                     | Wohnhaus | | Wohnhaus |
|    | Obotritenring 119 (Karte)                     | Wohnhaus | | Wohnhaus |
|    | Obotritenring 143 (Karte)                     | Wohnhaus | | Wohnhaus |
|    | Obotritenring 144 (Karte)                     | Wohnhaus | | Wohnhaus |
|    | Obotritenring 146 (Karte)                     | Wohnhaus | | Wohnhaus |
|    | Obotritenring 147 (Karte)                     | Wohnhaus | | Wohnhaus |
|    | Obotritenring 165 (Karte)                     | Wohnhaus | | Weitere Bilder |
|    | Obotritenring 179 (Karte)                     | Wohnhaus | | Wohnhaus |
|    | Obotritenring 181 (Karte)                     | Wohnhaus | | Wohnhaus |
|    | Obotritenring 183 (Karte)                     | Wohnhaus | | Wohnhaus |
|    | Obotritenring 185 (Karte)                     | Wohnhaus | | Wohnhaus |
|    | Obotritenring 187 (Karte)                     | Wohnhaus | | Wohnhaus |
|    | Obotritenring 193–223 (ungerade) (Karte)      | Wohnhaus | Bau von 1929, Entwurf: Friedrich Richard Ostermeyer; zugehörig: Wittenburger Straße 106–114 und Jean-Sibelius-Straße 1–18; vier- und fünfgeschossige Backsteinbauten mit zwei durch einen stark zurückgesetzten Mitteltrakt verbundenen Kopfteilen, die jeweils einen Gemeinschaftshof mit Spielplatz und Wirtschaftseinrichtungen umfassen | Weitere Bilder |
|    | Obotritenring 245/247 (Karte)                 | Alter Friedhof (siehe Abschnitt Friedhöfe) | Parkfriedhof mit 28 Hektar Fläche von 1863; Entwurf: Theodor Klett | |
|    | Ostorfer Ufer 3 (Karte)                       | Wohnhaus | | Wohnhaus |
|    | Ostorfer Ufer 4 (Karte)                       | Wohnhaus | | Wohnhaus |
|    | Ostorfer Ufer 5 (Karte)                       | Wohnhaus | | Wohnhaus |
|    | Ostorfer Ufer 8 (Karte)                       | Wohnhaus | | Weitere Bilder |
|    | Ostorfer Ufer 9 (Karte)                       | Wohnhaus | | Wohnhaus |
|    | Parkweg 2 (Karte)                             | Wohnhaus | | |
|    | Parkweg 2b (Karte)                            | ehem. Remisengebäude mit Kutscherwohnung | | |
|    | Paulshöher Weg 1 (Karte)                      | ehem. Pädagogisches Institut (heute Ministerium) mit Denkmal für Thomas Müntzer und Außenanlagen | Bau von 1953/55, Architekt Franz Schiemer | ehem. Pädagogisches Institut (heute Ministerium) mit Denkmal für Thomas Müntzer und Außenanlagen |
|    | Paulshöher Weg 3 (Karte)                      | Wohnhaus | | |
|    | Paulshöher Weg 18 (Karte)                     | Wohnhaus | | |
|    | Pestalozzistraße 9/11 (Karte)                 | Wohnhaus auf dem ehem. Mühlenstumpf | | Wohnhaus auf dem ehem. Mühlenstumpf |
|    | Pfaffenstraße 2 (Karte)                       | Flügelanbau des ehem. Neustädtischen Palais | gehört zu Puschkinstraße 19 (siehe dort) | |
|    | Pfaffenstraße 3 (Karte)                       | ehem. Gaststätte (heute Seniorenheim) | | ehem. Gaststätte (heute Seniorenheim) |
|    | Pfaffenstraße 10 (Karte)                      | Wohn- und Geschäftshaus | | Wohn- und Geschäftshaus |
|    | (Karte)                                       | Pfaffenteich mit vom Wasser bedeckter Grundfläche, umlaufender Uferkante, Böschungen mit Treppenanlagen, Spieltordamm, Promenaden, Baumpflanzungen, Brücke über den Aubach (im Verlauf der Alexandrinenstraße), Schleuse und Wehr am Spieltordamm | | Pfaffenteich mit vom Wasser bedeckter Grundfläche, umlaufender Uferkante, Böschungen mit Treppenanlagen, Spieltordamm, Promenaden, Baumpflanzungen, Brücke über den Aubach (im Verlauf der Alexandrinenstraße), Schleuse und Wehr am Spieltordamm |
|    | Platz der Jugend 5 (Karte)                    | Wohnhaus | | Wohnhaus |
|    | Platz der Jugend 7 (Karte)                    | Wohnhaus | | Wohnhaus |
|    | Platz der Jugend 8 (Karte)                    | ehem. Wohnhaus (heute Verwaltungsgebäude) | | ehem. Wohnhaus (heute Verwaltungsgebäude) |
|    | Platz der Jugend 10 (Karte)                   | ehem. Wohnhaus (heute Verwaltungsgebäude) | | ehem. Wohnhaus (heute Verwaltungsgebäude) |
|    | Platz der Jugend 12 (Karte)                   | ehem. Torhaus | Berliner Torhäuser von zwischen 1840 und 1848, Architekt Georg Adolph Demmler | ehem. Torhaus |
|    | Platz der Jugend 14 (Karte)                   | ehem. Torhaus | Berliner Torhäuser | ehem. Torhaus |
|    | Platz der Jugend 17 (Karte)                   | Wohnhaus | | Wohnhaus |
|    | Platz der Jugend 19 (Karte)                   | Wohnhaus | | Wohnhaus |
|    | Platz der Jugend 21 (Karte)                   | Wohnhaus | | Wohnhaus |
|    | Platz der Jugend 23 (Karte)                   | Wohnhaus | | Wohnhaus |
|    | Platz der Jugend 25 (Karte)                   | Hauptgebäude des ehem. Anna-Hospitals mit Grünflächen vor und seitlich des Gebäudes sowie Umfassungsmauer | Bau von 1882, Entwurf von Georg Daniel, 1902 erweitert, 2010 Umbau zum Gemeindezentrum | Hauptgebäude des ehem. Anna-Hospitals mit Grünflächen vor und seitlich des Gebäudes sowie Umfassungsmauer |
|    | Platz der Opfer des Faschismus (OdF) (Karte)  | sowjetischer Ehrenfriedhof (siehe Abschnitt Friedhöfe) | | |
|    | Puschkinstraße (Karte)                        | Schelfkirche (siehe Abschnitt Kirchen) | | |
|    | Puschkinstraße 1 (Karte)                      | Wohn- und Geschäftshaus | | Wohn- und Geschäftshaus |
|    | Puschkinstraße 2/4 (Karte)                    | ehem. Ersparnisanstalt (Sparkasse) | Eckgebäude zur Lindenstraße 1 von 1857, Entwurf Theodor Krüger, Erweiterung mit Verlängerung von 1890, weitgehend neogotischer Stil mit reichhaltigem Fassadenschmuck, u. a. sechs Skulpturen mit Allegorien durch Heinrich Petters nach Modellen von Georg Wiese (eine spätere Ergänzung von Hugo Berwald) | ehem. Ersparnisanstalt (Sparkasse) |
|    | Puschkinstraße 3 (Karte)                      | Pfarrhaus mit Gedenktafel für Heinrich Seidel | | Pfarrhaus mit Gedenktafel für Heinrich Seidel |
|    | Puschkinstraße 5 (Karte)                      | Wohnhaus | | Wohnhaus |
|    | Puschkinstraße 6 (Karte)                      | Konservatorium mit Flügelanbau und Hofgebäude einschl. Hofanlage | | Konservatorium mit Flügelanbau und Hofgebäude einschl. Hofanlage |
|    | Puschkinstraße 7 (Karte)                      | Wohnhaus | | Wohnhaus |
|    | Puschkinstraße 8 (Karte)                      | Wohnhaus | Bau von 1934, Architekt Paul Nehls | Wohnhaus |
|    | Puschkinstraße 9 (Karte)                      | Wohnhaus mit Flügelanbau | | Wohnhaus mit Flügelanbau |
|    | Puschkinstraße 10 (Karte)                     | Wohn- und Geschäftshaus | | Wohn- und Geschäftshaus |
|    | Puschkinstraße 11 (Karte)                     | Wohnhaus mit Flügelanbau | | Wohnhaus mit Flügelanbau |
|    | Puschkinstraße 12 (Karte)                     | ehem. Palais (heute Kulturzentrum) mit Hofgebäude (Bohlenbinder) | Bau von 1736–1747 als barockes Palais mit Teilen der Vorgängerbauten; mehrfache Umbauten und Umnutzungen; Sanierung: 1990–1995 (durch Schleswig-Holstein finanziert); seit 1995 Kulturforum Schleswig-Holstein-Haus | Weitere Bilder |
|    | Puschkinstraße 13 (Karte)                     | ehem. Brandensteinsches Palais (heute Volkshochschule) | Palais aus dem 18. Jh., Umbau 1797/98, Umbau 1850 von Architekt Hermann Willebrand, Umbauten nach 1899, Anbau 1919, Sanierung 2004/05 | ehem. Brandensteinsches Palais (heute Volkshochschule) |
|    | Puschkinstraße 13 (Karte)                     | ehem. Schelfschule | Konservatorium Schwerin | ehem. Schelfschule |
|    | Puschkinstraße 15 (Karte)                     | Wohn- und Geschäftshaus | | Wohn- und Geschäftshaus |
|    | Puschkinstraße 17 (Karte)                     | Wohnhaus | | Wohnhaus |
|    | Puschkinstraße 19 (Karte)                     | ehem. Neustädtisches Palais (heute Kultur- und Verwaltungsgebäude) mit südlichem Flügelanbau (Pfaffenstraße 2) | Bau von 1779 mit Mittelrisalit und Ehrenhof, Architekt Johann Joachim Busch; Umbau 1847/49 durch Georg Adolf Demmler zum provisorischen Residenzschloss mit Saalanbau; Umbau 1877/78 durch Hermann Willebrand mit Ballsaal, der später Goldener Saal; vierter Wohnhauslügel von 1883 | Weitere Bilder |
|    | Puschkinstraße 20 (Karte)                     | Wohnhaus mit Flügelanbau | | Wohnhaus mit Flügelanbau |
|    | Puschkinstraße 22/24/26 (Karte)               | Wohn- und Geschäftshaus | | Wohn- und Geschäftshaus |
|    | Puschkinstraße 28 (Karte)                     | Wohn- und Geschäftshaus | | Wohn- und Geschäftshaus |
|    | Puschkinstraße 30 (Karte)                     | Wohnhaus | | Wohnhaus |
|    | Puschkinstraße 31 (Karte)                     | Wohn- und Geschäftshaus | | Wohn- und Geschäftshaus |
|    | Puschkinstraße 32 (Karte)                     | Wohn- und Geschäftshaus | | Wohn- und Geschäftshaus |
|    | Puschkinstraße 36 (Karte)                     | Wohn- und Geschäftshaus | | Wohn- und Geschäftshaus |
|    | Puschkinstraße 37 (Karte)                     | Wohn- und Geschäftshaus | | |
|    | Puschkinstraße 42 (Karte)                     | Wohnhaus und Seitenflügel (Domstraße 2) | | Wohnhaus und Seitenflügel (Domstraße 2) |
|    | Puschkinstraße 44 (Karte)                     | ehem. Wohnhaus (heute Gaststätte und Verwaltungsgebäude) | | ehem. Wohnhaus (heute Gaststätte und Verwaltungsgebäude) |
|    | Puschkinstraße 47 (Karte)                     | Wohn- und Geschäftshaus | | Wohn- und Geschäftshaus |
|    | Puschkinstraße 49 (Karte)                     | Wohn- und Geschäftshaus | | Wohn- und Geschäftshaus |
|    | Puschkinstraße 51/53/55 (Karte)               | Wohn- und Geschäftshaus | | Wohn- und Geschäftshaus |
|    | Puschkinstraße 57 (Karte)                     | Keller | | |
|    | Puschkinstraße 64 (Karte)                     | Wohn- und Geschäftshaus | Eckhaus von 1909, zusammen mit Schloßstraße 17, Architekt Ludwig Clewe, seit 1959 Restaurant Café Prag | Wohn- und Geschäftshaus |
|    | Puschkinstraße 67 (Karte)                     | Geschäftsfassade | | Geschäftsfassade |
|    | Puschkinstraße 71 (Karte)                     | Wohn- und Geschäftshaus | | Wohn- und Geschäftshaus |
|    | Puschkinstraße 81 (Karte)                     | Wohn- und Geschäftshaus | | Wohn- und Geschäftshaus |
|    | Reutzstraße 1 (Karte)                         | Wohnhaus | | Wohnhaus |
|    | Ritterstraße 14 (Karte)                       | Wohnhaus | | Wohnhaus |
|    | Ritterstraße 16 (Karte)                       | Wohnhaus | | Wohnhaus |
|    | Robert-Beltz-Straße 1 (Karte)                 | Wohnhaus | | Wohnhaus |
|    | Robert-Beltz-Straße 3 (Karte)                 | Wohnhaus | | Wohnhaus |
|    | Robert-Beltz-Straße 5 (Karte)                 | Wohnhaus | | Wohnhaus |
|    | Robert-Koch-Straße 7/9 (Karte)                | Wohnhaus | Wohnblockensemble gemeinsam mit Händelstraße 6/8, Architekt Hans Stoffers | Wohnhaus |
|    | Robert-Koch-Str. 22–34 (gerade) (Karte)       | Seuchenhaus des ehem. städtischen Krankenhauses (später Bezirkskrankenhaus, dann Werderklinik), heute Wohnhaus | Fachwerkbau von 1867 mit vorgesetzter Backsteinfassade, Sanierung und Einbau eines Waschraums: 1892, Umbau zu Wohnungen von 2016 siehe auch Gebäudekomplex Werderstraße | Seuchenhaus des ehem. städtischen Krankenhauses (später Bezirkskrankenhaus, dann Werderklinik), heute Wohnhaus |
|    | Röntgenstraße 6 (Karte)                       | | | |
|    | Röntgenstraße 11/13 (Karte)                   | ehem. Krankenhaus (heute Ärztehaus) | Krankenhaus Röntgenstraße, 1914 Marien-Krankenhaus, Architekt Gustav Hamann, 1926 verlängert, 1945–1990 Poliklinik, heute (2020) Median Klinik Schelfstadt und Ärztezentrum | ehem. Krankenhaus (heute Ärztehaus) |
|    | Röntgenstraße 20A (Karte)                     | ehem. Speichergebäude | | ehem. Speichergebäude |
|    | Röntgenstraße 22 (Karte)                      | ehem. Wohnhaus mit Speichergebäuden | | ehem. Wohnhaus mit Speichergebäuden |
|    | Rudolf-Breitscheid-Straße 23 (Karte)          | Schule, Turnhalle und Schulhof mit Einfriedung | | Weitere Bilder |
|    | Sandstraße 5 (Karte)                          | Wohnhaus | | Weitere Bilder |
|    | Schelfmarkt 1 (Karte)                         | Wohnhaus mit Flügelanbau | | Wohnhaus mit Flügelanbau |
|    | Schelfmarkt 2 (Karte)                         | ehem. Neustädtisches Rathaus (heute Wohnhaus) mit Toranlagen | Bau von um 1740, bis 1832 Rathaus, bis 1998 städtische Verwaltungen u.a. Stadtbauamt, ab 2005 Wohnhaus | ehem. Neustädtisches Rathaus (heute Wohnhaus) mit Toranlagen |
|    | Schelfmarkt 3 (Karte)                         | Wohnhaus | | Wohnhaus |
|    | Schelfmarkt 4 (Karte)                         | Wohnhaus | | Wohnhaus |
|    | Schelfmarkt 5 (Karte)                         | Wohnhaus | | Wohnhaus |
|    | Schelfmarkt 6 (Karte)                         | Wohnhaus | | Wohnhaus |
|    | Schelfmarkt 7 (Karte)                         | Wohnhaus | | Wohnhaus |
|    | Schelfmarkt 9 (Karte)                         | Wohnhaus und Gartenhaus | | Wohnhaus und Gartenhaus |
|    | Schelfmarkt 10 (Karte)                        | Wohnhaus und Gartenhaus | | Wohnhaus und Gartenhaus |
|    | Schelfstraße 26 (Karte)                       | Wohn- und Geschäftshaus | erbaut: 1898 von Hermann Willebrand als seine Stadtvilla errichtet | Wohn- und Geschäftshaus |
|    | Schelfstraße 28 (Karte)                       | Wohn- und Geschäftshaus | | Wohn- und Geschäftshaus |
|    | Schelfstraße 35 (Karte)                       | ehem. Justizkanzlei (heute Verwaltungsgebäude) und Hofgebäude | Justizkanzlei Schwerin von 1813, Architekten Johann Georg Barca bzw. 1837 Georg Adolf Demmler | ehem. Justizkanzlei (heute Verwaltungsgebäude) und Hofgebäude |
|    | Schillerstraße 1 (Karte)                      | Wohnhaus | | Wohnhaus |
|    | Schillerstraße 4/6 (Karte)                    | | Bau von 1930, Architekt Hans Stoffers | |
|    | Schillerstraße 9 (Karte)                      | ehem. Wohnhaus (heute Verwaltungsgebäude) | | ehem. Wohnhaus (heute Verwaltungsgebäude) |
|    | Schlachterstraße 15 (Karte)                   | Haustür | | Haustür |
|    | Schlachterstraße 17 (Karte)                   | Wohn- und Geschäftshaus | | Wohn- und Geschäftshaus |
|    | Schlachterstraße 17a (Karte)                  | Logenhaus mit Saalanbau | | Logenhaus mit Saalanbau |
|    | Schleifmühlenweg 1 (Karte)                    | ehem. Schleifmühle (heute Museum) | Mühle von um 1705, neue Mühle von 1747, Umbau zur Schleifmühle 1755 | Weitere Bilder |
|    | Schleifmühlenweg 1 (Karte)                    | ehem. Schleifmüllerwohnhaus (heute Vereinshaus des Museums) | | ehem. Schleifmüllerwohnhaus (heute Vereinshaus des Museums) |
|    | Schleifmühlenweg 2 (Karte)                    | Wohnhaus | | Wohnhaus |
|    | Schleifmühlenweg 3 (Karte)                    | Wohnhaus | | Wohnhaus |
|    | Schleifmühlenweg 4 (Karte)                    | Wohnhaus mit Einfriedung und Garten zum Faulen See | | |
|    | Schleifmühlenweg 36 (Karte)                   | Villa | | Villa |
|    | Schliemannstraße 2 (Karte)                    | Seitengebäude des ehem. Palais | gehört zu Puschkinstraße 12 (siehe dort) | |
|    | Schliemannstraße 4 (Karte)                    | Wohnhaus | | Wohnhaus |
|    | Schliemannstraße 5 (Karte)                    | Fassade | | Fassade |
|    | Schliemannstraße 10 (Karte)                   | Wohnhaus | | Wohnhaus |
|    | Schloßgartenallee                             | ehem. Trafostation (Ecke Paulshöher Weg) | | ehem. Trafostation (Ecke Paulshöher Weg) |
|    | Schloßgartenallee (Karte)                     | ehem. Küchengartenmauer (Gemarkung Schwerin, Flur 49, Flurstück 82/21) | hinter dem Gebäude Schloßgartenallee 2a mit Informationstafeln zum ehem. Küchengarten und am Franzosenweg (siehe dort) | |
|    | Schloßgartenallee 2 (Karte)                   | ehem. Schlossgärtnerwohnhaus mit ehem. kleinem Kalthaus | Das Bauwerk von 1839 ist als Altes Hofgärtnerhaus seit 2024 als Teil des Residenzensemble Schwerin UNESCO-Welterbe. | ehem. Schlossgärtnerwohnhaus mit ehem. kleinem Kalthaus |
|    | Schloßgartenallee 2a (Karte)                  | ehem. großes Kalthaus (heute Wohnhaus) | | ehem. großes Kalthaus (heute Wohnhaus) |
|    | Schloßgartenallee 2b (Karte)                  | ehem. Warmhaus (heute Wohnhaus) | | ehem. Warmhaus (heute Wohnhaus) |
|    | Schloßgartenallee 3 (Karte)                   | ehem. Wohnhaus (heute Verwaltungsgebäude) | Das Bauwerk von 1852 ist als Hofgärtner – Etablissement seit 2024 als Teil des Residenzensemble Schwerin UNESCO-Welterbe. | ehem. Wohnhaus (heute Verwaltungsgebäude) |
|    | Schloßgartenallee 3a (Karte)                  | ehem. Stallgebäude (heute Wohnhaus) | | ehem. Stallgebäude (heute Wohnhaus) |
|    | Schloßgartenallee 4 (Karte)                   | Wohnhaus | | Wohnhaus |
|    | Schloßgartenallee 9 (Karte)                   | Wohnhaus mit Einfriedung | | Wohnhaus mit Einfriedung |
|    | Schloßgartenallee 10 (Karte)                  | Wohnhaus | | Wohnhaus |
|    | Schloßgartenallee 11 (Karte)                  | Wohnhaus mit Einfriedung | | Wohnhaus mit Einfriedung |
|    | Schloßgartenallee 15 (Karte)                  | ehem. Wohnhaus (heute Verwaltungsgebäude) mit ehem. Remise und Einfriedung | | ehem. Wohnhaus (heute Verwaltungsgebäude) mit ehem. Remise und Einfriedung |
|    | Schloßgartenallee 21 (Karte)                  | Wohnhaus | | Wohnhaus |
|    | Schloßgartenallee 25 (Karte)                  | Wohnhaus | | Wohnhaus |
|    | Schloßgartenallee 26 (Karte)                  | Wohnhaus | | Wohnhaus |
|    | Schloßgartenallee 31 (Karte)                  | Wohnhaus mit Einfriedung und Nebengebäude | | Wohnhaus mit Einfriedung und Nebengebäude |
|    | Schloßgartenallee 39 (Karte)                  | Wohnhaus | | |
|    | Schloßgartenallee 40 (Karte)                  | Wohnhaus mit Zaun | | Wohnhaus mit Zaun |
|    | Schloßgartenallee 43 (Karte)                  | Wohnhaus | | |
|    | Schloßgartenallee 45 (Karte)                  | Wohnhaus | | |
|    | Schloßgartenallee 47 (Karte)                  | Wohnhaus | | |
|    | Schloßgartenallee 53 (Karte)                  | Wohnhaus (Kubatur, Fassadengestaltung mit Fenstern und Haustür) | | |
|    | Schloßgartenallee 56 (Karte)                  | Wohnhaus | | |
|    | Schloßgartenallee 58 (Karte)                  | ehem. Ausflugsgaststätte „Seevilla“ (heute Wohnhaus) | | ehem. Ausflugsgaststätte „Seevilla“ (heute Wohnhaus) |
|    | Schloßgartenallee 61 (Karte)                  | Villa | gehört zum NDR-Landesfunkhaus | |
|    | Schloßgartenallee 68 (Karte)                  | Wohnhaus mit Einfriedung | | |
|    | Schloßgartenallee 70 (Karte)                  | Wohnhaus | | Wohnhaus |
|    | Schloßstraße (Schwerin) 1 (Karte)             | ehem. Altes Palais (heute Verwaltungsgebäude) | Palais vom Ende des 18. Jahrhunderts | ehem. Altes Palais (heute Verwaltungsgebäude) |
|    | Schloßstraße 2/4 (Karte)                      | ehem. Kollegiengebäude I (heute Staatskanzlei) | Klassizistischer Bau von 1825–34, Architekt Carl Heinrich Wünsch, Bauleitung Georg Adolf Demmler, heute Staatskanzlei | ehem. Kollegiengebäude I (heute Staatskanzlei) |
|    | Schloßstraße 3 (Karte)                        | ehem. Wohnhaus (heute Verwaltungsgebäude) | Bau vom 18. Jh., Umbau 19. Jh., heute Landtagsverwaltung | ehem. Wohnhaus (heute Verwaltungsgebäude) |
|    | Schloßstraße 5 (Karte)                        | ehem. Großherzogliche Hausverwaltung (heute Verwaltungsgebäude) | Neoklassizistischer Bau von 1884, Architekt Rudolf Zöllner, heute Verwaltungsgebäude des Finanzministeriums | ehem. Großherzogliche Hausverwaltung (heute Verwaltungsgebäude) |
|    | Schloßstraße 6/8 (Karte)                      | ehem. Kollegiengebäude II (heute Ministerium) | Neoklassizistischer Bau von 1892, Architekt Georg Daniel | ehem. Kollegiengebäude II (heute Ministerium) |
|    | Schloßstraße 9 (Karte)                        | ehem. Hotel Nordischer Hof (heute Ministerium) | Neoklassizistischer Bau von 1911, Architekt Georg Roensch; zusammen mit Ritterstraße 3 | ehem. Hotel Nordischer Hof (heute Ministerium) |
|    | Schloßstraße 10 (Karte)                       | Fassade | Rokokohaus von 1765, Architekt: vermutlich Johann Joachim Busch | Fassade |
|    | Schloßstraße 12 (Karte)                       | ehem. Hotel du Nord (heute Wohn- und Geschäftshaus) | Bau von 1843 zusammen mit Klosterstraße 5, Architekt Georg Adolph Demmler; ab 1852 kein Hotel | Weitere Bilder |
|    | Schloßstraße 15 (Karte)                       | Wohn- und Geschäftshaus | | |
|    | Schloßstraße 22 (Karte)                       | Katholische Kirche (heute Propstei Zur Heiligen Mutter Anna) (siehe Abschnitt Kirchen) | Bau von 1795 von Maurermeister Cornelius Christopher Barca, mehrere Umbauten u. a. 1984/85 | Weitere Bilder |
|    | Schloßstraße 24 (Karte)                       | Wohnhaus mit Flügelanbau | | Wohnhaus mit Flügelanbau |
|    | Schloßstraße 26 (Karte)                       | Wohn- und Geschäftshaus mit Flügelanbau sowie Speicher (an der Klosterstraße) | | Weitere Bilder |
|    | Schloßstraße 27 (Karte)                       | Keller | | Keller |
|    | Schloßstraße 30 (Karte)                       | Wohn- und Geschäftshaus | Bau von um 1870, zuvor war hier die Binnenmühle Schwerin (auch Gräfenmühle genannt), | Wohn- und Geschäftshaus |
|    | Schloßstraße 32/34 (Karte)                    | Wohn- und Geschäftshaus | Sogenannte Puppenhaus von 192 im Stil der Neuen Sachlichkeit (Bauhausstil)8, Architekt Paul Nehls, mit Frauenfiguren vom Bildhauer Maximilian Preibisch, im Volksmund als Puppen bezeichnet | Wohn- und Geschäftshaus |
|    | Schloßstraße 36 (Karte)                       | Wohn- und Geschäftshaus | | Wohn- und Geschäftshaus |
|    | Schloßstraße 37a (Karte)                      | Wohn- und Geschäftshaus | | |
|    | Schloßstraße 39 (Karte)                       | Wohn- und Geschäftshaus | Bau von 1931 im Stil der Neuen Sachlichkeit (Bauhausstil), Architekt Paul Nehls | Wohn- und Geschäftshaus |
|    | Schmiedestraße 2 (Karte)                      | Wohn- und Geschäftshaus | | Wohn- und Geschäftshaus |
|    | Schmiedestraße 9 (Karte)                      | Wohn- und Geschäftshaus | | Wohn- und Geschäftshaus |
|    | Schmiedestraße 11 (Karte)                     | Wohn- und Geschäftshaus | | Wohn- und Geschäftshaus |
|    | Schmiedestraße 13 (Karte)                     | Wohn- und Geschäftshaus | | Wohn- und Geschäftshaus |
|    | Schmiedestraße 15 (Karte)                     | Wohn- und Geschäftshaus | | Wohn- und Geschäftshaus |
|    | Schmiedestraße 16 (Karte)                     | Geschäftshaus (Haus Offenbach) | | Geschäftshaus (Haus Offenbach) |
|    | Schmiedestraße 17 (Karte)                     | Geschäftshaus mit Flügelanbau | | Geschäftshaus mit Flügelanbau |
|    | Schmiedestraße 20 (Karte)                     | Wohn- und Geschäftshaus und Speicher | | Wohn- und Geschäftshaus und Speicher |
|    | Schusterstraße 3 (Karte)                      | Keller | | |
|    | Schusterstraße 6 (Karte)                      | Wohn- und Geschäftshaus mit Hofgebäuden | | Wohn- und Geschäftshaus mit Hofgebäuden |
|    | Schusterstraße 12 (Karte)                     | ehem. Wohnhaus (heute Gaststätte) mit Gedenktafel für Fritz Reuter | 2-gesch. Fachwerkhaus Schusterstraße 12 vom Anfang des 18. Jh., heute Restaurant | ehem. Wohnhaus (heute Gaststätte) mit Gedenktafel für Fritz Reuter |
|    | Schusterstraße 13/15 (Karte)                  | Gaststätte (Weinhaus Uhle) | Eckhaus, verbunden mit 1. Enge Straße 8 | Gaststätte (Weinhaus Uhle) |
|    | Schusterstraße 17 (Karte)                     | ehem. Wohnhaus (heute Hotel) | | ehem. Wohnhaus (heute Hotel) |
|    | Schweinemarkt (Karte)                         | Straßenpflaster | Im 18. Jh. Vieh- und Pferdemarkt, ab 1844 Schweinemarkt, Platz 1994/95 saniert | Straßenpflaster |
|    | Schweinemarkt 2 (Karte)                       | Wohnhaus | | Wohnhaus |
|    | Schweinemarkt 2a (Karte)                      | Wohnhaus und Hofgebäude | | Wohnhaus und Hofgebäude |
|    | Schweinemarkt 3 (Karte)                       | Wohnhaus | | Wohnhaus |
|    | Schweinemarkt 7 (Karte)                       | Wohnhaus | | Wohnhaus |
|    | Sebastian-Bach-Straße 41 (Karte)              | Wohnhaus | | Wohnhaus |
|    | Severinstraße 1 (Karte)                       | Wohnhaus | | Wohnhaus |
|    | Severinstraße 2 (Karte)                       | Wohnhaus | | Wohnhaus |
|    | Severinstraße 4 (Karte)                       | Wohnhaus | | Wohnhaus |
|    | Severinstraße 22 (Karte)                      | drei Speicher | Speicher von 1877/80, 1904 und 1910 der Firma Löwenthal, Nord & Co | drei Speicher |
|    | Speicherstraße 11 (Karte)                     | ehem. Speicher (heute Hotel) | | ehem. Speicher (heute Hotel) |
|    | Speicherstraße 17 (Karte)                     | ehem. Speicher von 1939, heute Hotel und Restaurant | Umbau zum Hotel von 1998 | ehem. Speicher von 1939, heute Hotel und Restaurant |
|    | Spieltordamm 5 (Karte)                        | ehem. Elektrizitätswerk mit ehem. Eichgebäude (heute Kulturstätte) | Bau von 1904, Planung: Stadtbauamt | Weitere Bilder |
|    | Spieltordamm 9 (Karte)                        | ehem. Stadtbad (heute Verwaltungsgebäude) | Bau von 1926, Architekt Hans Stoffers, 1991 Umbau zum Bürogebäude | ehem. Stadtbad (heute Verwaltungsgebäude) |
|    | Steinstraße 21 (Karte)                        | ehem. Rektorenhaus (heute Kindertagesstätte) | zugehörig zu: Schule Friedensstraße 14 | ehem. Rektorenhaus (heute Kindertagesstätte) |
|    | Steinstraße 22 (Karte)                        | Wohnhaus | | Wohnhaus |
|    | Steinstraße 25 (Karte)                        | Wohnhaus | | Wohnhaus |
|    | Steinstraße 27 (Karte)                        | Wohnhaus | | Wohnhaus |
|    | Steinstraße 30 (Karte)                        | Wohnhaus | | Wohnhaus |
|    | Steinstraße 34 (Karte)                        | Wohnhaus | | Wohnhaus |
|    | Stiftstraße 9a/b (Karte)                      | Fachwerkgebäude des Augustenstiftes mit den zwei Erweiterungsbauten von 1861 und 1904 | zusammen mit Schäferstraße 15 | Weitere Bilder |
|    | Stillfriedstraße 4 (Karte)                    | Wohnhaus | | |
|    | Tannhöfer Allee 3 (Karte)                     | Wohnhaus | | |
|    | Tannhöfer Allee 5 (Karte)                     | Wohnhaus | | |
|    | Tannhöfer Allee 21 (Karte)                    | Wohnhaus | | |
|    | Tappenhagen (Karte)                           | Kulissenhaus des Theaters (Gemarkung Schwerin, Fl. 28, Flst. 67) | | Kulissenhaus des Theaters (Gemarkung Schwerin, Fl. 28, Flst. 67) |
|    | Tappenhagen 14 (Karte)                        | ehem. Direktorenwohnhaus | | ehem. Direktorenwohnhaus |
|    | Taubenstraße 12 (Karte)                       | Wohnhaus | | Wohnhaus |
|    | Taubenstraße 19 (Karte)                       | Wohn- und Geschäftshaus | Eckhaus, zusammen mit Schelfstraße 38 | Wohn- und Geschäftshaus |
|    | Von-Thünen-Straße 9 (Karte)                   | Schule | | Weitere Bilder |
|    | Waldschulweg 1 (Karte)                        | zwei herzogliche Grenzsteine auf dem Gelände des Zoologischen Gartens | | |
|    | Wallstraße                                    | ehem. Toranlage | zugehörig zu: Parkanlage südlich von Lobedanzgang 11–19 (ungerade) | Weitere Bilder |
|    | Weinbergstraße (Karte)                        | ehem. Weinberg | | Weitere Bilder |
|    | Weinbergstraße 1 (Karte)                      | Villa, ehem. Remise, Einfriedung und Gartenbank | | Weitere Bilder |
|    | Weinbergstraße 2 (Karte)                      | Wohnhaus | | Wohnhaus |
|    | Weinbergstraße 9 (Karte)                      | Wohnhaus und Weinbergmauer | | Wohnhaus und Weinbergmauer |
|    | Weinbergstraße 11 (Karte)                     | Wohnhaus und Weinbergmauer | | Wohnhaus und Weinbergmauer |
|    | Weinbergstraße 16 (Karte)                     | Wohnhaus | | Wohnhaus |
|    | Weinbergstraße 17 (Karte)                     | Wohnhaus und Weinbergmauer | | Wohnhaus und Weinbergmauer |
|    | Weinbergstraße 19 (Karte)                     | Wohnhaus und Toranlage sowie Weinbergmauer | | Wohnhaus und Toranlage sowie Weinbergmauer |
|    | Werderstraße (Karte)                          | ehem. städtisches Krankenhaus (später Bezirkskrankenhaus, dann Werderklinik) | Baukomplex mit zwei verbundenen Hauptgebäuden als Demmler-Bau von 1840 und Hamann-Bau von 1931 (Werderstraße 30), sowie Pförtnerhaus (Werderstraße 28a), Heizhaus, (Hospitalstraße 7), Seuchenhaus, (Robert-Koch-Str. 22–34), Wohnhaus des Chefarztes (Barcastr. 7) und Freiflächen mit Bepflanzung, Wegeführung und Einfriedung | Weitere Bilder |
|    | Werderstraße 1 (Karte)                        | ehem. Torhaus | Klassizistische Güstrower Torhäuser von 1840 bis 1848, Architekt Georg Adolph Demmler | ehem. Torhaus |
|    | Werderstraße 2 (Karte)                        | ehem. Torhaus | Güstrower Torhäuser | ehem. Torhaus |
|    | Werderstraße 20 (Karte)                       | Wohnhaus | | Wohnhaus |
|    | Werderstraße 28a (Karte)                      | Pförtnerhaus des ehem. städtischen Krankenhauses (später Bezirkskrankenhaus, dann Werderklinik) (heute Wohnhaus) | | Pförtnerhaus des ehem. städtischen Krankenhauses (später Bezirkskrankenhaus, dann Werderklinik) (heute Wohnhaus) |
|    | Werderstraße 30 (Karte)                       | Hauptgebäude des ehem. städtischen Krankenhauses (später Bezirkskrankenhaus, dann Werderklinik) (heute Verwaltungsgebäude einer Bank) | besteht aus zwei verbundenen Häusern mit klassizistischen sog. Demmlerbau von 1841 von Georg Adolf Demmler und sog. Hamannbau von 1930 von Andreas Hamann im Bauhausstil; 2012–2014 Sanierung, Glaskubusanbau mit Saal, heute VR-Bank | Weitere Bilder |
|    | Werderstraße 45 (Karte)                       | Wohnhaus | | Wohnhaus |
|    | Werderstraße 48 (Karte)                       | Wohn- und Geschäftshaus | | Wohn- und Geschäftshaus |
|    | Werderstraße 53 (Karte)                       | Wohnhaus | | Wohnhaus |
|    | Werderstraße 55 (Karte)                       | Wohnhaus | | Wohnhaus |
|    | Werderstraße 57 (Karte)                       | Wohnhaus | | Wohnhaus |
|    | Werderstraße 61 (Karte)                       | Wohn- und Geschäftshaus | | Wohn- und Geschäftshaus |
|    | Werderstraße 63 (Karte)                       | Wohnhaus | | Wohnhaus |
|    | Werderstraße 65 (Karte)                       | Wohnhaus mit ehem. Gaststätte (heute Wohn- und Geschäftshaus) | Eckhaus, zugehörig: Lehmstr. 1 Fachwerkhaus | Weitere Bilder |
|    | Werderstraße 73 (Karte)                       | Wohn- und Geschäftshaus | | Wohn- und Geschäftshaus |
|    | Werderstraße 81 (Karte)                       | Erweiterungsbau der Heinrich-Heine-Schule, Turnhalle, Verbindungstrakt | | Erweiterungsbau der Heinrich-Heine-Schule, Turnhalle, Verbindungstrakt |
|    | Werderstraße 124 (Karte)                      | ehem. Marstall einschließlich Marstallhalbinsel mit Baumpflanzungen und Wegeführung (heute Ministerien) | Klassizistischer Bau von 1842, Architekt Georg Adolf Demmler, heute Sitz zweier Ministerien | Weitere Bilder |
|    | Werderstraße 125 (Karte)                      | Wohnhaus | Bau von 1866 als Reihenvilla, Planer: Maurermeister Ferdinand Schultz | Wohnhaus |
|    | Werderstraße 127 (Karte)                      | Wohnhaus | Bau von 1862/64 als Reihenvilla, Planer Maurermeister Ferdinand Schultz | Wohnhaus |
|    | Werderstraße 129 (Karte)                      | Wohnhaus | Bau von 1862/64 als Reihenvilla, Planer: Maurermeister Ferdinand Schultz | Wohnhaus |
|    | Werderstraße 131 (Karte)                      | Wohnhaus | Bau von 1862/64 als Reihenvilla, Planer: Maurermeister Ferdinand Schultz; auffälliger konsolengetragener Erker | Wohnhaus |
|    | Werderstraße 133 (Karte)                      | Wohnhaus | Bau von 1862/64 als Reihenvilla, Planer: Ferdinand Schultz | Wohnhaus |
|    | Werderstraße 135 (Karte)                      | Wohnhaus | Bau von 1865/67 als Reihenvilla, Fassadenentwurf: Hermann Willebrand, verputzte Fassade in hellem Ziegelrot (wiederhergestellte Erstfassung), zweigeschossiger Anbau | Weitere Bilder |
|    | Werderstraße 137 (Karte)                      | Wohnhaus | Bau von 1865 u/67 als Reihenvilla, Fassadenentwurf: Hermann Willebrand (nur teilweise umgesetzt) | Wohnhaus |
|    | Werderstraße 139 (Karte)                      | ehem. Wohnhaus (heute Verwaltungsgebäude) | Bau von 1865/67 als Reihenvilla Fassadenentwurf: Hermann Willebrand; | ehem. Wohnhaus (heute Verwaltungsgebäude) |
|    | Werderstraße 141 (Karte)                      | ehem. Wohnhaus (heute Verwaltungsgebäude) | Bau von 1862/67, Entwurf: Maurermeister Ferdinand Schultz beeinflusst durch den Bauherrn, einzige freistehende Villa der Reihe 125–141 | ehem. Wohnhaus (heute Verwaltungsgebäude) |
|    | Werner-Seelenbinder-Straße 4 (Karte)          | Hochhaus (Wohnhaus) | Bau von 1963, Architekt: Heinrich Handorf, 10-geschossiges Wohnhochhaus mit integriertem Schornstein des Heizhauses der Sport- und Kongresshalle, Ableitung des Rauchs über die oben aufgesetzte Abströmplatte; Kombination aus traditionell gemauerten Außenwänden und vorgefertigten Stahlbetonplatten, weit sichtbarer Wandschmuck mit Mann, Frau und Sputnik; Sanierung und seniorengerechte Modernisierung: 2013, Deutscher Bauherrenpreis                                                                                        | Weitere Bilder |
|    | Wismarsche Straße (Karte)                     | Park Sachsenberg | | Park Sachsenberg |
|    | Wismarsche Straße 113 (Karte)                 | Wohn- und Geschäftshaus | Eckgebäude, zusammen mit Martinstraße 1 | Wohn- und Geschäftshaus |
|    | Wismarsche Straße 115 (Karte)                 | Wohn- und Geschäftshaus | Eckgebäude, verbunden mit Martinstraße 2 | Wohn- und Geschäftshaus |
|    | Wismarsche Straße 119 (Karte)                 | traufständiges Haus im rückwärtigen Hofbereich | traufständiges Fachwerkhaus | |
|    | Wismarsche Straße 126 (Karte)                 | Wohn- und Geschäftshaus mit Gaststätte | Bau von 1936/37 zeitgleiche Errichtung mit dem benachbarten Kino anstelle der 1936 abgerissenen, zuvor ausgebrannten Tonhallen | Wohn- und Geschäftshaus mit Gaststätte |
|    | Wismarsche Straße 128 (Karte)                 | Kino | Bau von 1936, Architekten Erich Bentrup und Hellmuth Ehrich, Revolutionäre Ton- und Projektionstechnik; die Architektur wurde auf der Weltfachausstellung Paris 1937 vorgestellt, Anbauten 1998 und 2015 | Weitere Bilder |
|    | Wismarsche Straße 127/129 (Karte)             | ehem. Bankgebäude (heute Geschäftshaus mit Sparkasse) | Bankgebäude Wismarsche Straße Ecke Arsenalstraße 20 von 1905 für die Sparbank Schwerin; heute Beratungscenter der Sparkasse Mecklenburg-Schwerin | ehem. Bankgebäude (heute Geschäftshaus mit Sparkasse) |
|    | Wismarsche Straße 132 (Karte)                 | ehem. Verwaltungsgebäude (heute Ärztehaus) | Bau von 1936, Architekt: Erich Bentrup und Hellmuth Ehrich, heute Ärztehaus | ehem. Verwaltungsgebäude (heute Ärztehaus) |
|    | Wismarsche Straße 133 (Karte)                 | ehem. Militärhospital (Garnisonslazarett) (heute Ministerium) | Bau von 1828, Architekt Carl Heinrich Wünsch, Grundfläche: ≈ 30 m x 13 m; 2- und 3-gesch. Militärhospital, 1877/78 bis 1916 Landgericht, ab 1919 Notwohnungen, nach 1933 Gauamtsleitung der Volkswohlfahrt, nach um 1948 Kreisgericht, seit 1990 Gebäudekomplex Arsenal als Innenministerium | ehem. Militärhospital (Garnisonslazarett) (heute Ministerium) |
|    | Wismarsche Straße 137 (Karte)                 | Wohn- und Geschäftshaus | | |
|    | Wismarsche Straße 139 (Karte)                 | Wohn- und Geschäftshaus | | |
|    | Wismarsche Straße 141 (Karte)                 | Wohnhaus | Architekt Ludwig Clewe | Wohnhaus |
|    | Wismarsche Straße 144 (Karte)                 | ehem. Klavierfabrik (später Stadtbibliothek) (heute Verwaltungsgebäude mit Ausstellungssaal) | Bau von 1907 als Perzinahaus, Architekt: Ludwig Clewe; bedeutsamer Perzina-Saal, 1984–2013 Schweriner Stadtbibliothek | Weitere Bilder |
|    | Wismarsche Straße 147 (Karte)                 | straßenseitiger Wohnraum im 1. OG mit Kachelofen, historischen Türen mit Bekleidung und Stuckdecke | | straßenseitiger Wohnraum im 1. OG mit Kachelofen, historischen Türen mit Bekleidung und Stuckdecke |
|    | Wismarsche Straße 148 (Karte)                 | Wohn- und Geschäftshaus | | |
|    | Wismarsche Straße 149 (Karte)                 | Wohn- und Geschäftshaus | | Wohn- und Geschäftshaus |
|    | Wismarsche Straße 150 (Karte)                 | Fassade des Wohn- und Geschäftshauses | | Fassade des Wohn- und Geschäftshauses |
|    | Wismarsche Straße 151 (Karte)                 | Fassade des ehem. Wohnhauses (heute Verwaltungsgebäude) | | Fassade des ehem. Wohnhauses (heute Verwaltungsgebäude) |
|    | Wismarsche Straße 155 (Karte)                 | Wohn- und Geschäftshaus | | Wohn- und Geschäftshaus |
|    | Wismarsche Straße 158 (Karte)                 | Wohnhaus | | Wohnhaus |
|    | Wismarsche Straße 170 (Karte)                 | Wohn- und Geschäftshaus | Eckhaus, verbunden mit Grunthalplatz 1/2 | |
|    | Wismarsche Straße 298 (Karte)                 | ehem. Klinikum am Lewenberg (ehem. Großherzogliche Bildungs- und Pflegeanstalt für geistesschwache Kinder), heute Seniorenheim, Kindertagesstätte, gesundheitliche und soziale Einrichtungen                                                      | Klinikum Lewenberg von 1867 mit sogen. Basedowhaus, 1. bis 3. Pflegehaus, Wirtschaftshaus mit Eiskeller, Pförtnerhaus, Krankenhaus, Park und Zaunanlage: heute u. a. Seniorenheim, Betreuungsdienste, Kinderwohngruppen, Hospiz, Parkcafé | Weitere Bilder |
|    | Wismarsche Straße 307–317 (Karte)             | Wohnanlage (Demmlerhof) | für die „Gemeinnützige Baugenossenschaft „Selbsthilfe“ für Schwerin und Umgegend eGmbH“ nach Entwurf des Hamburger Architekten Friedrich Richard Ostermeyer von 1927/28 zugehörig: Dr.-Hans-Wolf-Straße 73–85 | Weitere Bilder |
|    | Wismarsche Straße 393–395 (Karte)             | bauliche Anlage der Nervenklinik mit Gebäuden (bis 1914), Park und Friedhofsgelände sowie Büste von Johann Basedow (heute Krankenhaus mit verschiedenen Kliniken und Verwaltung)                                                                  | Gebäudekomplex mit 20 Häusern, Bau von 1830, Erweiterung von 1883 | Weitere Bilder |
|    | Wittenburger Straße 21/23 (Karte)             | Geschäftsfassade im Erdgeschoss | | Geschäftsfassade im Erdgeschoss |
|    | Wittenburger Straße 36 (Karte)                | Wohn- und Geschäftshaus | | Wohn- und Geschäftshaus |
|    | Wittenburger Straße 40 (Karte)                | Wohn- und Geschäftshaus | | Wohn- und Geschäftshaus |
|    | Wittenburger Straße 106–114 (gerade) (Karte)  | Geschäftsfassade im Erdgeschoss | Bau von 1929, Entwurf: Friedrich Richard Ostermeyer; Wohnanlage, zugehörig: Obotritenring 193–223 und Jean-Sibelius-Straße 1–18; vier- und fünfgeschossige Backsteinbauten mit zwei durch einen stark zurückgesetzten Mitteltrakt verbundenen Kopfteilen, die jeweils einen Gemeinschaftshof mit Spielplatz und Wirtschaftseinrichtungen umfassen | Geschäftsfassade im Erdgeschoss |
|    | Wittenburger Straße 118 (Karte)               | Sport- und Kongresshalle | Bau von 1962 mit 8000 Plätze, Architekt Hans Fröhlich | Weitere Bilder |
|    | Ziegenmarkt 1 (Karte)                         | Wohn- und Geschäftshaus | Eckhaus | Wohn- und Geschäftshaus |
|    | Ziegenmarkt 2 (Karte)                         | Wohn- und Geschäftshaus | | Wohn- und Geschäftshaus |
|    | Ziegenmarkt 3 (Karte)                         | Wohnhaus | | Wohnhaus |
|    | Ziegenmarkt 4 (Karte)                         | Wohn- und Geschäftshaus | | Wohn- und Geschäftshaus |
|    | Ziegenmarkt 6 (Karte)                         | Wohnhaus | | Wohnhaus |
|    | Zum Bahnhof (Karte)                           | zwei Unterführungshäuschen | siehe Grunthalplatz 3 (Bahnhof) | Weitere Bilder |
|    | Zum Bahnhof 2 (Karte)                         | Wohn- und Geschäftshaus | verbunden mit Eckhaus Alexandrinenstraße 14 | Wohn- und Geschäftshaus |
|    | Zum Bahnhof 13 (Karte)                        | Bahnbetriebswerk – ehemalige Wagenwerkstatt, ursprüngliches Werkstattgebäude auf U-förmigen Grundriss, Schornstein auf quadratischem Grundriss, Lokschuppen mit Drehscheibe und Wasserturm                                                        | Bau von 1926 | Weitere Bilder |
|    | Zum Bahnhof 14 (Karte)                        | ehem. Speicher (heute Verwaltungsgebäude) | | ehem. Speicher (heute Verwaltungsgebäude) |
|    | Zum Bahnhof 15/17 (Karte)                     | ehem. Reichsbahndirektion Schwerin (heute Verwaltungsgebäude) | | Weitere Bilder |
|    | Zum Bahnhof 16/18 (Karte)                     | Wohnhaus | | Wohnhaus |
|    | Zum Bahnhof 21 (Karte)                        | Tordurchfahrt mit zwei Toren und Raumfassung | | Tordurchfahrt mit zwei Toren und Raumfassung |
|    | Zum Bahnhof 24 (Karte)                        | Wohnhaus | | Wohnhaus |
|    | Zum Bahnhof 26 (Karte)                        | Wohnhaus | | Wohnhaus |
|    | Zum Bahnhof 28 (Karte)                        | Wohnhaus | | Wohnhaus |
|    | Zum Bahnhof 30 (Karte)                        | Wohnhaus | | Wohnhaus |

### Friedhöfe
| ID | Lage                                | Bezeichnung | Beschreibung | Bild                                                                                 |
| -- | ----------------------------------- | --- | --- | ------------------------------------------------------------------------------------ |
|    | Obotritenring (Karte)               | Alter Friedhof, Gesamtanlage mit Verwaltungsgebäude (Obotritenring 245), ehem. Krematorium (Obotritenring 247), Friedhofskapelle und einzelnen Grabstätten und Gedenkstätten                                          | | Weitere Bilder                                                                       |
|    | Knaudtstraße / Werderstraße (Karte) | ehem. Schelffriedhof (jetzt Schelfpark) mit acht Grabdenkmalen und einem Gedenkstein | Umgestaltung von 1925; Grabdenkmale von Heinrich Alexander Seidel, August Georg von Brandenstein, Ludwig Willebrand, Carl Anton Wilhelm Beste, Heinrich von Plessen, Johann Ludwig Schumacher, Luise Schumacher            | ehem. Schelffriedhof (jetzt Schelfpark) mit acht Grabdenkmalen und einem Gedenkstein |
|    | Bornhövedstraße (Karte)             | Jüdischer Friedhof mit Gedenkstein und sämtlichen Grabsteinen | Gemarkung Schwerin, Fl. 23, Flst. 55/3, 55/4, 56/3, 56/4, 56/5, 56/6 sowie Teile von Flst. 59/1, 59/2 | Jüdischer Friedhof mit Gedenkstein und sämtlichen Grabsteinen                        |
|    | Wismarsche Straße (Karte)           | Katholischer Friedhof mit Kriegerdenkmal für französische Kriegsgefangene | | Katholischer Friedhof mit Kriegerdenkmal für französische Kriegsgefangene            |
|    | Platz der OdF (Karte)               | Sowjetischer Ehrenfriedhof und Platz der Opfer des Faschismus (OdF) mit Denkmal und sämtlichen Grabsteinen | | Weitere Bilder                                                                       |
|    | Am Krebsbach (Karte)                | Waldfriedhof, Trauerhalle des Waldfriedhofes mit Funktionstrakt, Stützmauer, Flächen an Ein- und Ausgang einschließlich Ruhebänken sowie Hauptweg und Wiese mit Baumeinfassung (entlang des Kiefern- und Wiesenweges) | angelegt: 1970 Entwurf: E.-M. Hetzer und G. Apelt Die Feierhalle ist in monolithischer Bauweise errichtet, sie besitzt eine Empore mit 168 Plätze. An die Halle schließen sich atriumartig verschiedene Funktionsräume an. |                                                                                      |

### Kirchen
| ID | Lage                                | Bezeichnung                                                                               | Beschreibung | Bild           |
| -- | ----------------------------------- | ----------------------------------------------------------------------------------------- | --- | -------------- |
|    | Bischofstraße Am Dom (Karte)        | Dom Sankt Marien und Johannes Evangelista mit Kreuzgang und Freitreppe vor dem Westportal | 1171 erstmals erwähnt, ursprünglich romanischer Bau, ab 1270 im gotischen Stil neu errichtet, Teilumbau 1842–1847 durch G. A. Demmler Turm (117,5 m) von 1889–1892 | Weitere Bilder |
|    | Franz-Mehring-Straße (Karte)        | Paulskirche Sankt Paul                                                                    | Bau von 1863–1869 im neugotischen Stil, Entwurf Theodor Krüger entsprechend Normung nach dem Eisenacher Regulativ                                                  | Weitere Bilder |
|    | Lennéstraße (Karte)                 | Schlosskirche                                                                             | Bau der Renaissance von 1563, Architekt Christoph Haubitz, mehrfach umgebaut, vor allem im Inneren                                                                 | Weitere Bilder |
|    | Puschkinstraße Lindenstraße (Karte) | Schelfkirche Sankt Nikolai                                                                | Bau von 1708–1713, Entwurf: Jacob Reutz; barocker Zentralbau aus Backstein mit Sandsteinelementen; Gruft mit Grablegen des Herrscherhauses Mecklenburg-Schwerin    | Weitere Bilder |
|    | Schloßstraße 22 (Karte)             | Katholische Kirche (heute Propstei Zur Heiligen Mutter Anna)                              | Bau des Klassizismus von 1795, Planung Maurermeisters Cornelius Christopher Barca und Innen Carl Theodor Severin                                                   | Weitere Bilder |

### Schweriner Schloss mit Burggarten und Schlossgarten

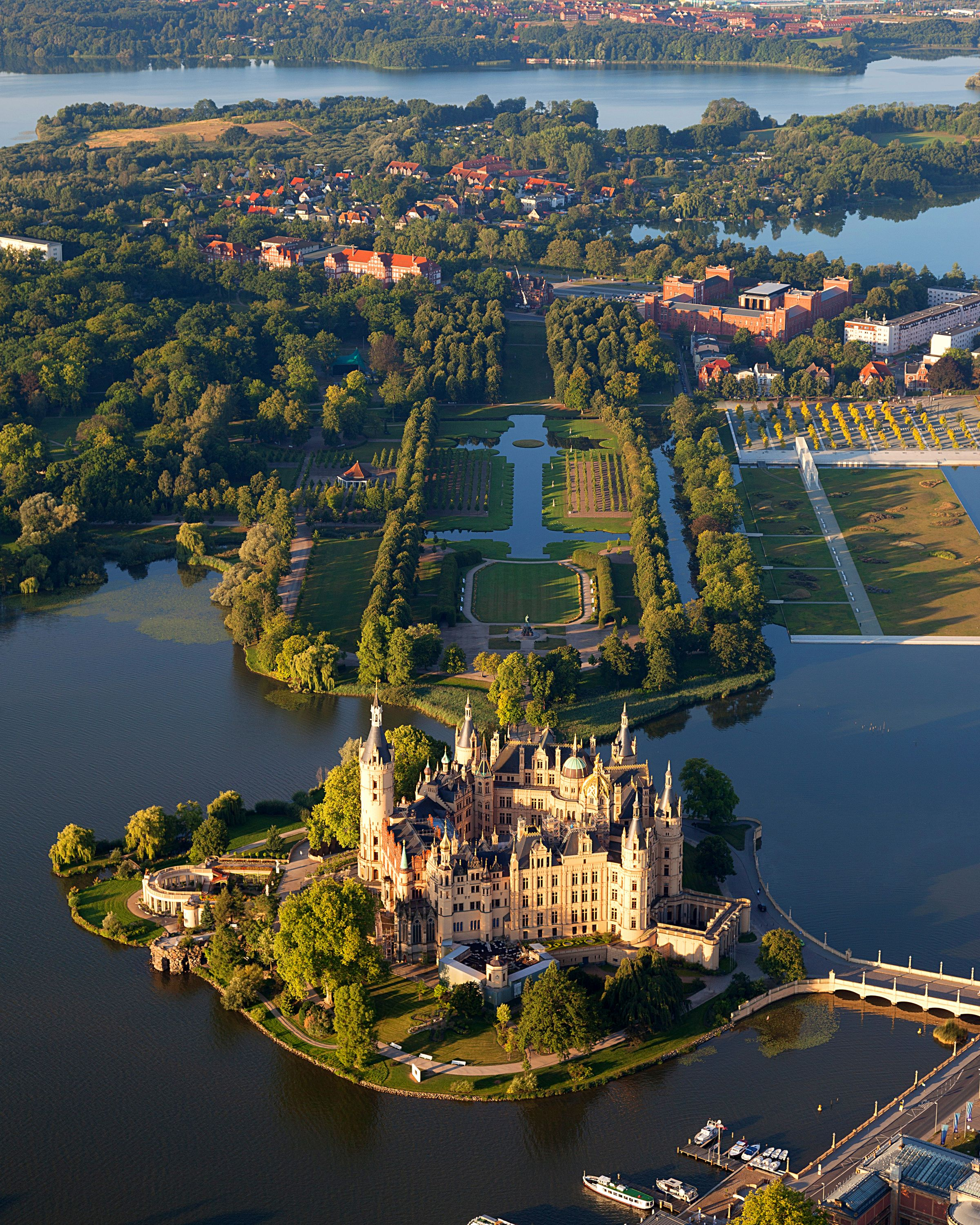
Die Schlossinsel mit Schlossbrücke und Schlossgarten

Das denkmalgeschützte Areal umfasst das Schloss mit der Schlossbrücke sowie dem Burggarten, dem Schlossgarten und dem Grünhausgarten (Greenhousegarten) in den historischen Strukturen mit Wegenetzen, Gehölzpflanzungen, Wasser- und Rasenflächen. Innerhalb sind mehrere Einzeldenkmale ausgewiesen.
Es gilt folgender Grenzverlauf:
- Schlossbrücke
- Schlossinsel
- Ufer des Burgsees von 2. Schlossbrücke (hinterer Schlossbrücke) bis Einlauf westlichster Kanal an der Burgseestraße
- Kanal bis Jägerweg
- Burgseestraße
- Johannes-Stelling-Straße bis Lennéstraße (im Bereich des Wirtschaftsministeriums unter Ausschluss der Baulichkeiten)
- Westufer des Faulen Sees bis Schleifmühlenweg
- Lennéstraße bis Abzweig Franzosenweg
- Bachlauf bis Schweriner See
- Seeufer bis 2. Schlossbrücke (hintere Schlossbrücke)

| ID | Lage                     | Bezeichnung                                                                                 | Beschreibung | Bild                                                                                        |
| -- | ------------------------ | ------------------------------------------------------------------------------------------- | --- | ------------------------------------------------------------------------------------------- |
|    | Lennéstraße (Karte)      | Schlossbrücke                                                                               | Bau von 1844, Architekt Georg Adolph Demmler, Rossbändigerskulpturen 1876 von Bildhauer Christian Genschow | Weitere Bilder                                                                              |
|    | Lennéstraße (Karte)      | 2. Schlossbrücke, Drehbrücke (auch: Schlossgartenbrücke, hintere Schlossbrücke)             | | Weitere Bilder                                                                              |
|    | Lennéstraße (Karte)      | Schloss Schwerin                                                                            | slawische Burganlage auf der Insel von ab Winter 941/942 in den folgenden Jahrhunderten zahlreiche Neubauten mit Umbauten und erneuten Abrissen; erste tw. noch erhaltene Schlossgebäude: um 1500; groß angelegter Um- und Neubau: Mitte des 19. Jh.; in diesen Formen weitestgehend erhalten; in einer Mischung von Elementen verschiedener Bautraditionen mit vielen Türmchen und der vergoldeter Prunkkuppel. | Weitere Bilder                                                                              |
|    | Lennéstraße (Karte)      | Schlosskirche (siehe Abschnitt Kirchen)                                                     | |                                                                                             |
|    | Lennéstraße (Karte)      | Burggarten mit Aussichtsterrassen und Orangerie                                             | Bau des Historismus von 1853, Vorentwurf Peter Joseph Lenné, Entwurf Hofgärtner Theodor Klett, Teilgärten in unterschiedlichen Ebenen mit 12-m-Höhendifferenzen Orangerie: siehe dort | Weitere Bilder                                                                              |
|    | Lennéstraße (Karte)      | Orangerie im Burggarten                                                                     | Bau von 1843/57, südöstlicher Schlossanbau, der aus drei Flügeln und zwei weiteren vielfach mit Terrakotta geschmückten Sälen besteht; mit begehbaren Terrassen überdeckt; barock bepflanzter Orangeriehof mit offener halbkreisförmigen Kolonnade zur Seeseite, auf der eine den Stier bändigende Heraklesstatue aufragt | Weitere Bilder                                                                              |
|    | Lennéstraße (Karte)      | Schlossgarten                                                                               | angelegt: Ende des 17. Jahrhunderts als barocker Lustgarten durch die französischen Gartenarchitekten Vandeuille und Lacroise; 1. Umgestaltung: 1748–1753 durch Jean Laurent Legeay; 2. Umgestaltung: ab etwa 1840 in mehreren zeitlich getrennten Schritten durch Hofgärtner Theodor Klett, tw. nach Entwürfen von Peter Joseph Lenné und dessen Mitarbeiter Koeber; Wichtigstes Element der barocken Kernanlage ist der Kreuzkanal, der 1862 wesentlich erweitert wurde. Noch spätere Veränderungen der Uferlinie wurden mit der Sanierung 1998–2000 wieder zurückgenommen. | Weitere Bilder                                                                              |
|    | Lennéstraße (Karte)      | Schlossgartenpavillon                                                                       | | Weitere Bilder                                                                              |
|    | Lennéstraße 2 (Karte)    | Greenhouse (heute Kindergarten)                                                             | | Weitere Bilder                                                                              |
|    | Lennéstraße (Karte)      | Pergolenmauern am Greenhousegarten                                                          | | Pergolenmauern am Greenhousegarten                                                          |
|    | Lennéstraße (Karte)      | Denkmal der Großherzogin Alexandrine                                                        | aufgestellt: 1907 Bildhauer: Hugo Berwald; Marmorstandbild zu Ehren Alexandrine von Preußen (1803–1892) | Weitere Bilder                                                                              |
|    | Lennéstraße (Karte)      | Reiterdenkmal für Großherzog Friedrich Franz II.                                            | aufgestellt: 1893 Bildhauer: Ludwig Brunow; Reiterstandbild aus Bronze | Weitere Bilder                                                                              |
|    | Lennéstraße (Karte)      | Jahreszeiten- und Götterfiguren (14 Kopien)                                                 | | Jahreszeiten- und Götterfiguren (14 Kopien)                                                 |
|    | Schleifmühlenweg (Karte) | ehem. Wartehäuschen der Straßenbahn (heute Wartehäuschen der Bushaltestelle Freilichtbühne) | Form eines kleinen Rundtempels | ehem. Wartehäuschen der Straßenbahn (heute Wartehäuschen der Bushaltestelle Freilichtbühne) |

### Legende
- ID: nennt die offizielle Identifikationsnummer, sofern vergeben
- Bezeichnung: nennt den Namen des Baudenkmals oder seine funktionelle Bezeichnung, Besonderheiten oder Einschränkungen sind in Klammern angegeben. Sofern bekannt, ist in einer weiteren Klammer mit dem Wort heute beginnend die veränderte Funktion Stand 2019 genannt.
- Adresse: gibt die Straße und Hausnummer des Baudenkmals an (sofern vorhanden) sowie die Lage auf einer Karte. Das vordere Symbol weist auf eine interaktive Karte. Mit (Karte) öffnet sich eine neue Seite mit einer Vielzahl von Geodiensten und der Anzeige des Objekts in einem Ausschnitt einer OpenStreetMapkarte.
- Beschreibung: nennt zuerst den Zeitraum der Errichtung bzw. Anlage oder das Jahr der Fertigstellung, danach Planer bzw. Architekten, liefert anschließend weitere Informationen zum Baudenkmal und ggf. Zugehörigkeit zu anderen Baudenkmalen.
- Bild: zeigt ein Bild des Baudenkmals, verlinkt darunter mit weitere Bilder in die zugehörige Kategorie von Wikimedia Commons (sofern vorhanden)

## Baudenkmale in den Gemarkungen ehemaliger Dörfer

### Friedrichsthal
| ID | Lage                            | Bezeichnung                                                                                     | Beschreibung | Bild                                         |
| -- | ------------------------------- | ----------------------------------------------------------------------------------------------- | --- | -------------------------------------------- |
|    | Herrensteinfelder Weg 2 (Karte) | ehem. Kavaliershaus (heute Wohnhaus)                                                            | zugehörig zum Jagdschloss Lärchenallee 7 | Weitere Bilder                               |
|    | Herrensteinfelder Weg 6 (Karte) | Wohnhaus                                                                                        | | Wohnhaus                                     |
|    | Lärchenallee (Karte)            | Lärchenallee mit Baumbestand und Straßenraum                                                    | | Lärchenallee mit Baumbestand und Straßenraum |
|    | Lärchenallee 3 (Karte)          | Gaststätte                                                                                      | | Gaststätte                                   |
|    | Lärchenallee 7 (Karte)          | ehem. Jagdschloss Friedrichsthal mit seitlichen Bohlenbinderbauten, zwei Nebengebäuden und Park | | Weitere Bilder                               |
|    | Lärchenallee 42                 | ehem. Kavaliershaus (heute Wohnhaus)                                                            | Fachwerkbau von 1790, Umbau und Flügelbauten von 1798, Obergeschoss von 1805, ab 1945 Heilanstalt, 1991/93 Altenheim, dann Leerstand; zugehörig zum Jagdschloss Lärchenallee 7 | Weitere Bilder                               |

### Görries
| ID | Lage                                  | Bezeichnung                                                            | Beschreibung | Bild                                                      |
| -- | ------------------------------------- | ---------------------------------------------------------------------- | --- | --------------------------------------------------------- |
|    | westlich der Bundesstraße 106 (Karte) | ehem. Flugplatz mit Flugleitzentrum und zwei Hangars (Umgehungsstraße) | Flugplatz bzw. Fliegerhorst von 1913 bis 1945; für Fokker bis 1919, 1935 bis 1945 militärischer Flugbetrieb zur Ausbildung | Weitere Bilder                                            |
|    | Auf dem Dwang                         | ehem. Trafostation (Gemarkung Schwerin, Flur 65, Flst.73)              | | ehem. Trafostation (Gemarkung Schwerin, Flur 65, Flst.73) |

### Insel Kaninchenwerder
| ID | Lage                      | Bezeichnung           | Beschreibung | Bild           |
| -- | ------------------------- | --------------------- | --- | -------------- |
|    | Kaninchenwerder (Karte)   | Insel Kaninchenwerder | Umgestaltung zur Parklandschaft: 19. Jh. Architekt: Theodor Klett; Fläche: ca. 33,5 ha; Gestaltung in Anlehnung an die Pfaueninsel; 1932 als erstes Naturschutzgebiet Schwerins ausgewiesen; seit 2019 Gartendenkmal; überwiegender Teil Forstflächen, im Südwesten ein Hafen und ein Gebäudekomplex mit Gaststätte, im Südosten ein Aussichtsturm | Weitere Bilder |
|    | Kaninchenwerder (Karte)   | Aussichtsturm         | Fertigstellung: 1895 auf dem 18 m hohen Jesarberg Entwurf: Gustav Hamann, Ausführung: Ludwig Clewe; Höhe: 22 m, Aussichtsplattform auf etwa 15 m; errichtet von der Gemeinnützigen Gesellschaft Schwerin als Ausflugsziel und Erholungsmöglichkeit für die Bürger der Stadt; Baumaterial: Seesand von der Insel im Verbund mit Zement; 1956 und 1985 Renovierungen; 1998–1999 umfangreiche Sanierungen; 2017 Sanierung der Treppe und Erneuerung des schmiedeeisernen Geländers | Weitere Bilder |
|    | Kaninchenwerder 2 (Karte) | Gaststätte            | Fachwerkgebäude mit nördlichem unterkellerten Klinkeranbau; im südlichen Teil Saal- und Verandaanbau; im Keller ein historischer gemauerter Backofen | Gaststätte     |

### Krebsförden
| ID | Lage                  | Bezeichnung                   | Beschreibung                                                                                          | Bild                          |
| -- | --------------------- | ----------------------------- | --- | ----------------------------- |
|    | Dorfstraße (Karte)    | Kriegerdenkmal                | | Kriegerdenkmal                |
|    | Dorfstraße 8 (Karte)  | Niederdeutsches Hallenhaus    | erbaut: 1669 erweitert: 1730 beherbergt seit 1995 das Familien- und Dorfgeschichtsmuseum Dat oll' Hus | Weitere Bilder                |
|    | Dorfstraße 11 (Karte) | Scheune                       | |                               |
|    | Dorfstraße 14 (Karte) | ehem. Schule (heute Wohnhaus) | | ehem. Schule (heute Wohnhaus) |
|    | Dorfstraße 15 (Karte) | Holzscheune                   | | Holzscheune                   |
|    | Dorfstraße 17 (Karte) | Wohnhaus                      | | Wohnhaus                      |
|    | Dorfstraße 26 (Karte) | Wohnhaus                      | | Wohnhaus                      |
|    | Dorfstraße 34 (Karte) | Wohnhaus                      | | Wohnhaus                      |

### Lankow
| ID | Lage                            | Bezeichnung                                             | Beschreibung | Bild                                         |
| -- | ------------------------------- | ------------------------------------------------------- | ------------ | -------------------------------------------- |
|    | Gadebuscher Straße 115a (Karte) | Büdnerei                                                |              | Büdnerei                                     |
|    | Lankower Straße 11 (Karte)      | ehemaliges Gutshaus (heute Verwaltungsgebäude) mit Park |              | Weitere Bilder                               |
|    | Lankower Straße 15 (Karte)      | ehem. Lungenklinik (heute Wohnhaus) mit Park            |              | ehem. Lungenklinik (heute Wohnhaus) mit Park |

### Mueß
| ID | Lage                                 | Bezeichnung                                                                                  | Beschreibung | Bild                                                                                         |
| -- | ------------------------------------ | -------------------------------------------------------------------------------------------- | --- | -------------------------------------------------------------------------------------------- |
|    | Alte Crivitzer Landstraße (Karte)    | Kriegerdenkmal                                                                               | | Kriegerdenkmal                                                                               |
|    | Alte Crivitzer Landstraße 1 (Karte)  | Wohnhaus                                                                                     | | Wohnhaus                                                                                     |
|    | Alte Crivitzer Landstraße 3 (Karte)  | Wohnhaus mit Stallgebäude                                                                    | | Wohnhaus mit Stallgebäude                                                                    |
|    | Alte Crivitzer Landstraße 13 (Karte) | ehem. Schule und Scheune                                                                     | | ehem. Schule und Scheune                                                                     |
|    | Alte Crivitzer Landstraße 27 (Karte) | ehem. Zollhaus (heute Wohnhaus)                                                              | | ehem. Zollhaus (heute Wohnhaus)                                                              |
|    | Am Silbernen Hang 9 (Karte)          | Wohnhaus                                                                                     | | Wohnhaus                                                                                     |
|    | An der Crivitzer Chaussee (Karte)    | Gedenkstein (Gemarkung Mueß, Fl. 3, Flst. 139)                                               | | Gedenkstein (Gemarkung Mueß, Fl. 3, Flst. 139)                                               |
|    | Lomonossowstraße 15 (Karte)          | ehem. Wohnhaus                                                                               | |                                                                                              |
|    | Mueßer Bucht 3 (Karte)               | Wohnhaus                                                                                     | |                                                                                              |
|    | Mueßer Bucht 5 (Karte)               | ehemaliges Kurhaus                                                                           | | ehemaliges Kurhaus                                                                           |
|    | Zum Alten Bauernhof 10 (Karte)       | Büdnerei                                                                                     | |                                                                                              |
|    | Zum Alten Bauernhof 11a (Karte)      | ehem. Scheune                                                                                | | ehem. Scheune                                                                                |
|    | Zum Alten Bauernhof 12 (Karte)       | Niederdeutsches Hallenhaus                                                                   | | Niederdeutsches Hallenhaus                                                                   |
|    | Zum Alten Bauernhof 16 (Karte)       | ehem. Armenkaten mit Nebengebäude                                                            | | ehem. Armenkaten mit Nebengebäude                                                            |
|    | Zum Reppin (Karte)                   | Reppiner Burg und Gedenkstein für Herzog Friedrich Wilhelm (Gemarkung Mueß, Fl. 1, Flst. 80) | Neoromanische und neogotische, künstliche Ruine von 1907 nach Plänen von Gustav Hamann für die Gemeinnützigen Gesellschaft | Reppiner Burg und Gedenkstein für Herzog Friedrich Wilhelm (Gemarkung Mueß, Fl. 1, Flst. 80) |

### Neumühle
| ID | Lage                      | Bezeichnung                                                               | Beschreibung | Bild                                                                      |
| -- | ------------------------- | ------------------------------------------------------------------------- | --- | ------------------------------------------------------------------------- |
|    | Am Immensoll (Karte)      | Grenzstein des 15./16. Jahrhunderts, sog. Bischofstein (gegenüber Nr. 22) | Ursprung: wahrscheinlich um 1503 als einer von zwei oder drei Grenzsteinen zwischen bischöflicher Lankower Feldmark und Schweriner Stadtaußenfeld (auch Turower Feld, heute ein Großteil des Stadtteils Neumühle); aus Granit mit Stadtratsmarke (Vierspeichenrad) und Bischofsstab als Zeichen für bischöflichen Besitz; Umsetzungen wegen Grenzveränderungen vermutlich mehrmals; in jüngster Zeit: - 1976/77 an den Lankower See, an einen Uferwanderweg (gleichzeitig Flurgrenze bzw. Grenzscheide zwischen Lankow und Neumühle); - 2009 an den Wasserturm Neumühle; - in das Freilichtmuseum Schwerin-Mueß - nach 2016 an den heutigen Standort, der auf einem alten Grenzverlauf liegt | Grenzstein des 15./16. Jahrhunderts, sog. Bischofstein (gegenüber Nr. 22) |
|    | Am Treppenberg 44 (Karte) | Schule                                                                    | | Schule                                                                    |
|    | Am Wasserturm (Karte)     | Wasserturm                                                                | Fertigstellung: 1889 Entwurf: Baumeister Carl Benduhn Höhe: 22,5 Meter auf dem 86,1 Meter hohen Weinberg (Schwerins höchster Erhebung); Backsteinbau mit Zinnen und neogotischen Fenstern; Wassertank aus genieteten Stahlteilen mit einem Fassungsvermögen von 350 Kubikmetern; Stand 2020 noch in Betrieb, jedoch mit Bauwerksschäden, die eine Sanierung erforderlich machen. | Weitere Bilder                                                            |
|    | Neumühler Straße 80       | Pumpenhaus des Wasserwerks                                                | erbaut: 1970 | Pumpenhaus des Wasserwerks                                                |

### Warnitz
| ID | Lage                       | Bezeichnung    | Beschreibung | Bild           |
| -- | -------------------------- | -------------- | ------------ | -------------- |
|    | Am Margaretenhof 5 (Karte) | Wohnhaus       |              |                |
|    | Bahnhofstraße 22 (Karte)   | Kriegerdenkmal |              | Kriegerdenkmal |
|    | Bahnhofstraße 23 (Karte)   | Wohnhaus       |              | Wohnhaus       |
|    | Bahnhofstraße 36 (Karte)   | Wohnhaus       |              | Wohnhaus       |

### Wickendorf
| ID | Lage                | Bezeichnung                                                                                                | Beschreibung | Bild |
| -- | ------------------- | --- | ------------ | --- |
|    | Paulsdamm 2 (Karte) | Gaststätte                                                                                                 |              | Gaststätte                                                                                                 |
|    | Paulsdamm 3 (Karte) | ehem. Wasserstraßenamt (heute Wohnhaus) mit zwei Hofgebäuden                                               |              | ehem. Wasserstraßenamt (heute Wohnhaus) mit zwei Hofgebäuden                                               |
|    | Wendenhof 2 (Karte) | ehem. Gutshaus (heute Geschäftshaus) mit Park (Gemarkung Wickendorf, Flur 2, Flurstück 61/2) und Parkmauer |              | ehem. Gutshaus (heute Geschäftshaus) mit Park (Gemarkung Wickendorf, Flur 2, Flurstück 61/2) und Parkmauer |

### Wüstmark
| ID | Lage                         | Bezeichnung                      | Beschreibung | Bild     |
| -- | ---------------------------- | -------------------------------- | ------------ | -------- |
|    | Schweriner Straße            | Bahnhofsgebäude                  |              |          |
|    | Schweriner Straße 10 (Karte) | Büdnerei                         |              | Büdnerei |
|    | Schweriner Straße 12 (Karte) | Büdnerei                         |              | Büdnerei |
|    | Schweriner Straße 31 (Karte) | Büdnerei                         |              | Büdnerei |
|    | Vor den Wiesen 4 (Karte)     | Hallenhaus und zwei Stallgebäude |              |          |

### Zippendorf
| ID | Lage                       | Bezeichnung                                                                                               | Beschreibung                                                                                                  | Bild                                    |
| -- | -------------------------- | --- | --- | --------------------------------------- |
|    | Alte Dorfstraße 6a (Karte) | ehem. Scheune, (heute Wohnhaus)                                                                           | Kurhaus mit 63 Betten von 1910, Klubhaus und Wohnheim von 1956 bis 1984. danach Leerstand und Sanierungspläne |                                         |
|    | Alte Dorfstraße 7a (Karte) | ehem. Scheune (heute Wohnhaus)                                                                            | |                                         |
|    | Alte Dorfstraße 20 (Karte) | Wohnhaus mit Einfriedung                                                                                  | |                                         |
|    | Am Strand 1 (Karte)        | ehem. Kurhaus                                                                                             | | Weitere Bilder                          |
|    | Am Strand 9 (Karte)        | ehem. Schule (heute Naturschutzstation)                                                                   | | ehem. Schule (heute Naturschutzstation) |
|    | Am Strand 13 (Karte)       | ehem. Strandhotel                                                                                         | | Weitere Bilder                          |
|    | Am Strand 15 (Karte)       | Strandpavillon                                                                                            | | Strandpavillon                          |
|    | Am Strand 16 (Karte)       | Wohnhaus                                                                                                  | | Wohnhaus                                |
|    | Am Strand 26 (Karte)       | Scheune                                                                                                   | |                                         |
|    | Am Strand 30 (Karte)       | Wohnhaus mit Remisengebäude und Park                                                                      | |                                         |
|    | An der Crivitzer Chaussee  | Gedenkstein für die Opfer des KZ Sachsenhausen (Höhe Am Strand 1, Gemarkung Zippendorf, Fl. 1, Flst. 3/1) | |                                         |
|    | Hufenweg 1, 2 (Karte)      | ehem. Scheune                                                                                             | | ehem. Scheune                           |

### Legende
- ID: nennt die offizielle Identifikationsnummer, sofern vergeben
- Bezeichnung: nennt den Namen des Baudenkmals oder seine funktionelle Bezeichnung, Besonderheiten oder Einschränkungen sind in Klammern angegeben. Sofern bekannt, ist in einer weiteren Klammer mit dem Wort heute beginnend die veränderte Funktion Stand 2019 genannt.
- Adresse: gibt die Straße und Hausnummer des Baudenkmals an (sofern vorhanden) sowie die Lage auf einer Karte. Das vordere Symbol weist auf eine interaktive Karte. Mit (Karte) öffnet sich eine neue Seite mit einer Vielzahl von Geodiensten und der Anzeige des Objekts in einem Ausschnitt einer OpenStreetMapkarte.
- Beschreibung: nennt zuerst den Zeitraum der Errichtung bzw. Anlage oder das Jahr der Fertigstellung, danach Planer bzw. Architekten, liefert anschließend weitere Informationen zum Baudenkmal und ggf. Zugehörigkeit zu anderen Baudenkmalen.
- Bild: zeigt ein Bild des Baudenkmals, verlinkt darunter mit weitere Bilder in die zugehörige Kategorie von Wikimedia Commons (sofern vorhanden)

## Bewegliche Denkmale
| ID | Lage | Bezeichnung            | Beschreibung | Bild |
| -- | ---- | ---------------------- | ------------ | ---- |
|    |      | Dampflokomotive 91134  |              |      |
|    |      | Dampflokomotive 64007  |              |      |
|    |      | Dampflokomotive 031090 |              |      |

## Ehemalige Denkmale
| ID | Lage | Bezeichnung             | Beschreibung | Bild                    |
| -- | ---- | ----------------------- | --- | ----------------------- |
|    |      | Motorschiff Mecklenburg | erbaut: 1925 als Fahrgastschiff für den Schweriner Unternehmer Carl Schröder Seit 2016 als Murten auf dem Murtensee (Schweiz) im Einsatz. | Motorschiff Mecklenburg |

## Quelle
- Denkmalliste der Landeshauptstadt Schwerin 2019, abgerufen am 12. Januar 2020.